# História do Porto
Desde os fins da Idade do Bronze que o espaço hoje ocupado pela cidade do Porto tem sido quase ininterruptamente povoado. Ao longo deste tempo, e muito particularmente nos últimos mil anos, este pequeno pedaço de território teve um papel primordial na história de Portugal.

## Origens

Estradas romanas: As margens do Douro, junto à sua foz, foram de fundamental importância na ligação entre a Lusitânia (a sul do rio) e a Galécia (a norte).

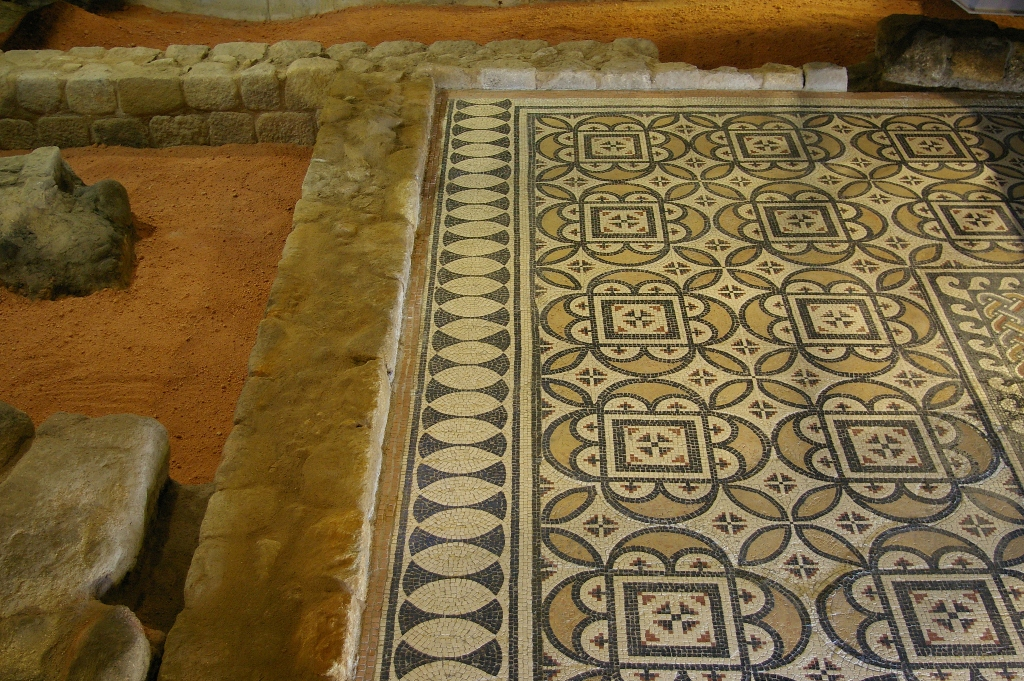
Mosaicos romanos na Casa do Infante.

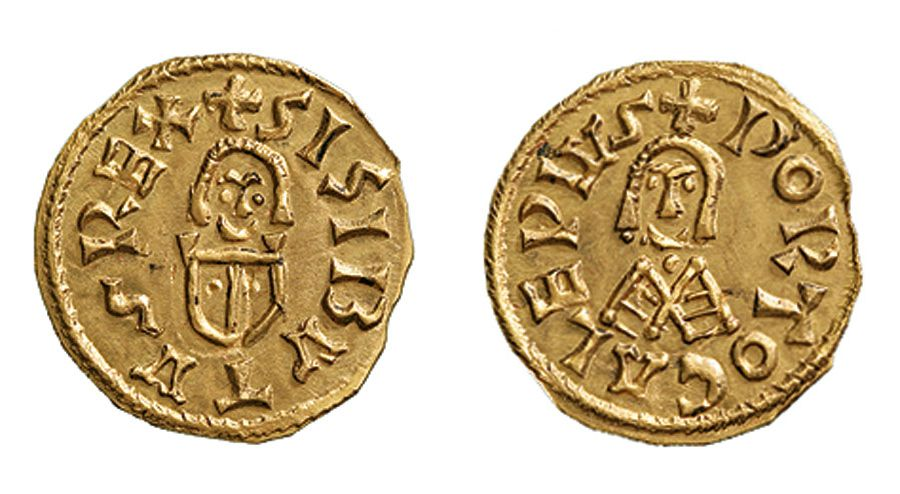
Réplica de uma tremisse cunhada em "Portocale" durante o reinado de Sisebuto (século VII).

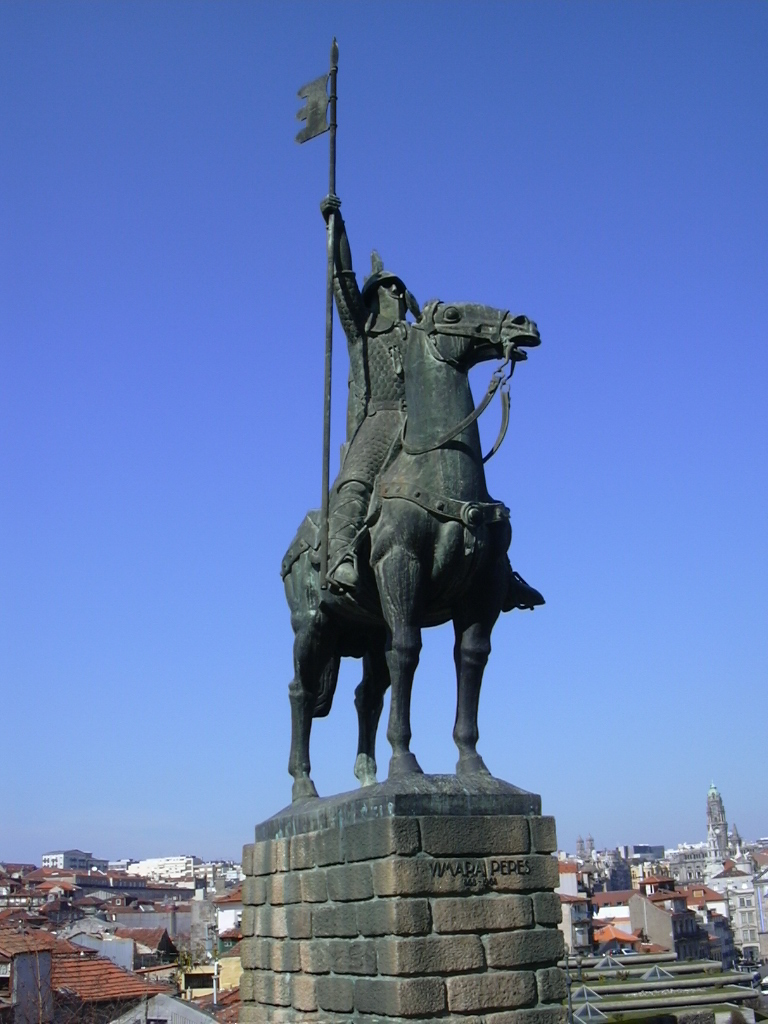
Estátua de Vímara Peres junto à Sé, erguida em 1968 para comemorar o 1100.º aniversário da presúria.

O morro da Pena Ventosa (literalmente monte dos vendavais) é uma saliência granítica coroada por uma plataforma de cotas máximas na ordem dos 78 m, rodeada de vertentes de acentuado declive que descem para o rio Douro e para o pequeno rio da Vila. Estas características da topografia e da hidrografia constituíam boas condições defensivas e foram decisivas para que o alto da Pena Ventosa tivesse sido o sítio original da urbe portuense, primeiramente chamada Cale e, depois, Portus Cale e Portucale.
Durante as décadas de 1980 e de 1990, as investigações arqueológicas realizadas nas traseiras da Sé, nomeadamente na Casa da Rua de D. Hugo n.° 5, permitiram identificar um perfil estratigráfico que ilustra a evolução do núcleo primitivo da cidade. Destes estudos concluiu-se ter havido uma ocupação quase contínua do local desde os finais da Idade do Bronze.
Estes vestígios arqueológicos documentam:
- Do século VIII a.C. até 500 a.C. – a existência de contactos principalmente com os outros povos Atlânticos principalmente da Bretanha e Ilhas Britânicas mas também com o distante Mediterrâneo de populações que viviam no alto do morro da Pena Ventosa;
- Entre 500 e 200 a.C. – a presença de um povoado castrejo de casas de planta redonda e a continuação dos contactos com povos Celtas do Atlântico, contactos bastante acentuados evidentes na cultura castreja presente no Noroeste penisular e as suas semelhanças com os outros povos celtas do Atlântico principalmente da Irlanda e Bretanha francesa.
- Do século II a.C. a meados do século I d.C. – uma fase de romanização durante a qual o povoado adquire crescente importância, que se revela na função organizativa em relação aos territórios circundantes. Foram provavelmente os romanos que aqui criaram uma primeira estrutura urbana, reorganizando o traçado das ruas, implantando casas de planta rectangular e criando instalações portuárias nas imediações do local onde mais tarde se ergueu a chamada Casa do Infante.

A arqueologia permitiu também encontrar indícios da ocupação da Pena Ventosa nos séculos I e II d.C. e vestígios de uma muralha construída no século III. Pensa-se que o seu traçado fosse idêntico ao da Cerca Velha ou Românica reconstruída no século XII.
Segundo o Itinerário de Antonino, a estrada romana de Olissipo a Bracara Augusta (Via XVI) oferecia nesse passo do Douro uma estação. Não há unanimidade quanto à sua localização, na margem esquerda ou na direita. O mais provável seria a estação estar repartida nas duas margens. Os cavalos das mudas ficariam nos dois altos e os próprios mensageiros teriam de um lado e outro o seu albergue. No século IV assiste-se a uma fase de expansão da cidade em direcção ao vizinho Morro da Cividade e à zona ribeirinha, tendo sido encontrados mosaicos romanos do século IV na Casa do Infante.
No final da época imperial o topónimo Portucale abrangia já ambas as margens e, mais tarde, passou a designar toda a região circundante.
No século V assistimos à invasão dos suevos e, em 585 e seguintes, durante o reino visigótico, verifica-se a emissão de moeda em Portucale e a presença de um bispo portucalense no III Concílio de Toledo, em 589. A relativa importância do lugar nessa época é comprovada por diversas e significativas moedas dos reis visigodos Leovigildo (572-586), Recaredo I (586-601), Liúva II (601-603) e Sisebuto (612-620), cunhadas com a legenda toponímica de Portucale ou Portocale.
Em 716, deu-se a invasão muçulmana e a destruição da cidade por Abdalazize ibne Muça. Julga-se, no entanto, que a dominação muçulmana de Portucale (em árabe: Burtughal — برتغال) terá sido relativamente breve, pois parece ter sido atacada, logo por volta de 750, por Afonso I das Astúrias. Durante um século, a região teria jazido ao abandono e quase desabitada. Até à presúria de Portucale pelo conde Vímara Peres em 868, quando se dá início a uma fase de repovoamento e de renovação urbana. A partir daí, Portucale assume grande protagonismo político e militar, com a criação do respectivo condado. Nesta época, o nome Portucale já tem um sentido acentuadamente lato.
O renascido burgo vive então uma existência difícil entre incursões de normandos e de sarracenos. Estas últimas só deixam de se fazer com a fixação do condado de Coimbra.
Um episódio importante ocorre por volta de 990 com a retomada da cidade por D. Munio Viegas e a armada dos gascões. Por volta de 999 uns nobres e valorosos fidalgos Gascões entre os quais se encontrava D. Nónego bispo de Vendôme em França e mais tarde bispo do Porto, entraram com uma grande Armada pela foz do Rio  Douro, para expulsarem os Mouros. Esta armada,que ficou conhecida como a Armada dos Gascões associada a D. Munio Viegas arrancou a cidade do Porto para dedicá-la à Virgem Mãe de Deus. Depois d'esta batalha, D. Munio e os franceses trataram de reedificar o Porto. Ergueram as antigas e fortes muralhas, e na parte mais elevada da cidade fundaram um castelo bem fortalecido que, depois do conde Henrique, serviu de habitação dos bispos, aos quais foi doado. A torre e a porta principal foram obra de D. Nónego, que, em memória da pátria, a nomeou porta de Vandoma, e que na frontaria da torre fez erguer o santuário, onde meteu a imagem de Nossa Senhora do Porto, que já trouxera consigo de França.
As incursões dos viquingues ainda se mantêm nos princípios do século XI. Um dos assaltos dos nórdicos deu-se em 1014, nos arredores do Porto, no próprio coração das Terras da Maia, em Vermoim. Ao sul do Douro estendia-se então uma importante comarca guerreira portucalense, a chamada Terra de Santa Maria. O castelo da Feira, já existente, era o principal núcleo de defesa dessa, então, região estremenha.
Em 1096 dá-se a concessão do governo de Portucale ao conde D. Henrique de Borgonha e a capital desloca-se para o interior. Braga readquire, pela sua posição e pela sua tradicional primazia eclesiástica, um certo ascendente político sobre o burgo portucalense. Nela se sepulta o conde, pai do primeiro rei português, trazido, em cortejo fúnebre, da cidade de Astorga onde falecera.

## Refundação da cidade

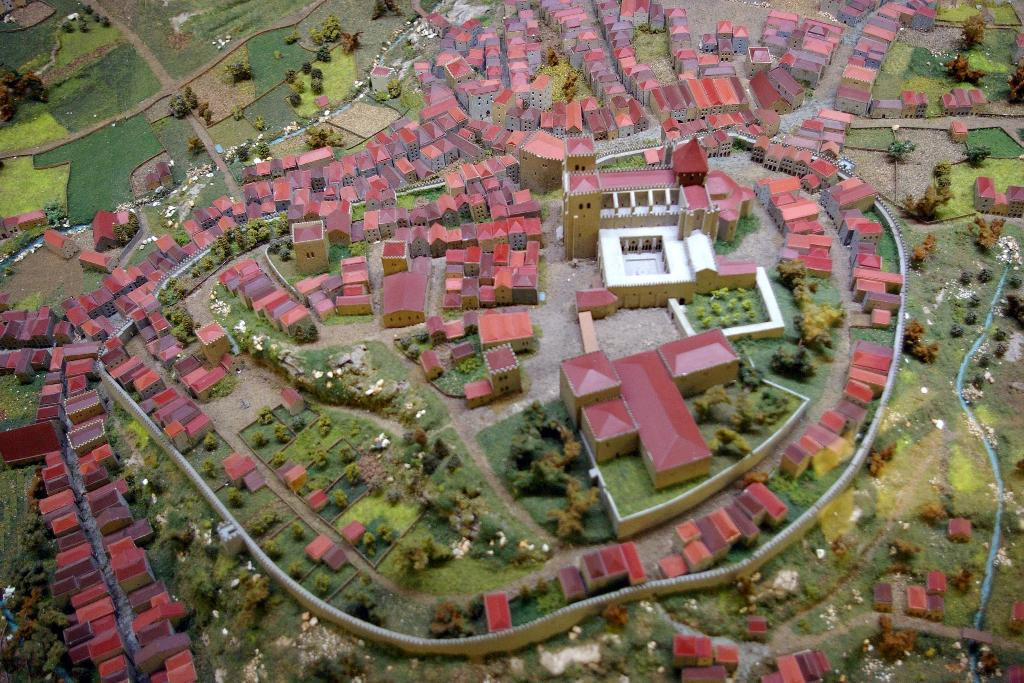
Maqueta do Morro da Sé rodeado pela Cerca Velha.

No século XII dão-se acontecimentos de grande significado para a evolução da cidade do Porto:
- 1114 – D. Hugo toma posse da diocese do Porto;
- 1120 – D. Teresa faz a doação de um vasto território—o Couto de Portucale -- a D. Hugo;
- 1123 – o bispo D. Hugo concede a carta de foral aos moradores da cidade. Este foral, de carácter liberal e inovador, vem trazer um enorme impulso ao povoamento e ao desenvolvimento do burgo.

O Porto do século XII, com uma só paróquia, a Sé, era um burgo episcopal organizado em função da catedral, que começou a ser construída neste século, no local onde anteriormente tinha existido uma pequena ermida. Em redor, um conjunto de ruas, vielas, pequenos largos e becos ocupavam a plataforma superior da Pena Ventosa. As vertentes próximas foram também desde cedo habitadas e ligadas entre si por ruas, ruelas ou serventias que, sabiamente adaptadas à topografia, tanto seguiam o traçado das curvas de nível (por ex. a actual Rua das Aldas) como as cortavam perpendicularmente (por ex. a atual Rua da Pena Ventosa).
Outro importante elemento que condicionou a estrutura da malha urbana do burgo medieval foi a Cerca Velha ou Cerca Românica reconstruida no século XII sobre fundações de muros anteriores. Durante muito tempo conhecida por Muralha Sueva, está hoje identificada como obra de origem romana. Desta Muralha Primitiva apenas subsistem hoje um cubelo e um reduzido trecho, reconstruidos em meados do século XX.

## Crescimento e autonomia

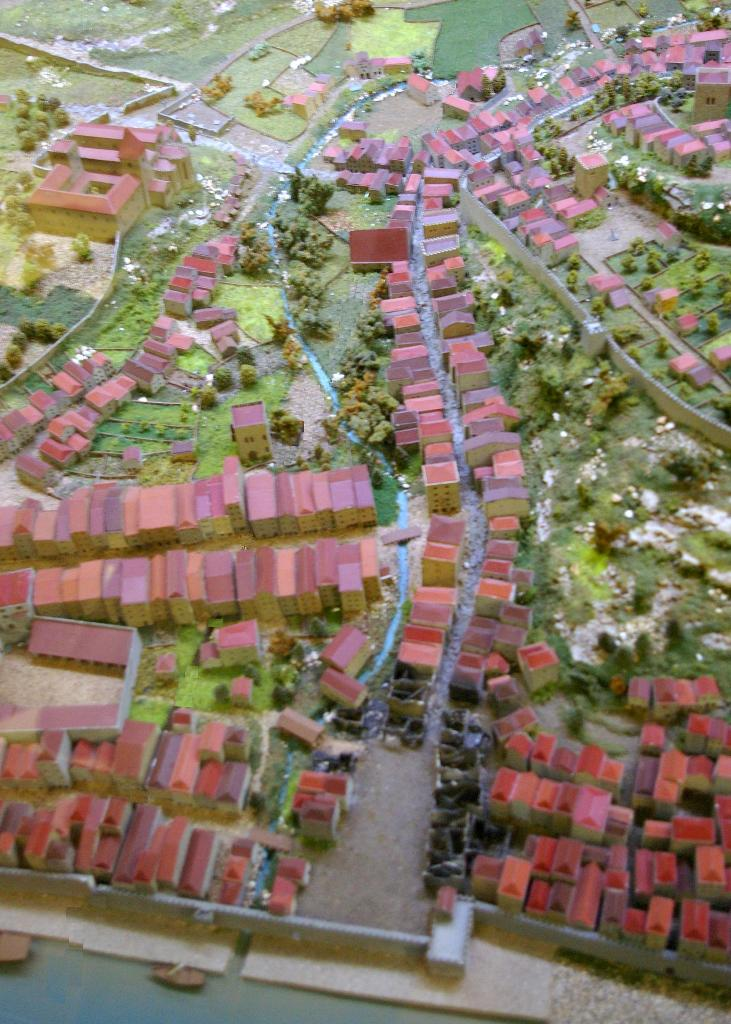
A Praça da Ribeira, o pequeno Rio da Vila (à esquerda) e a Rua dos Mercadores (à direita).

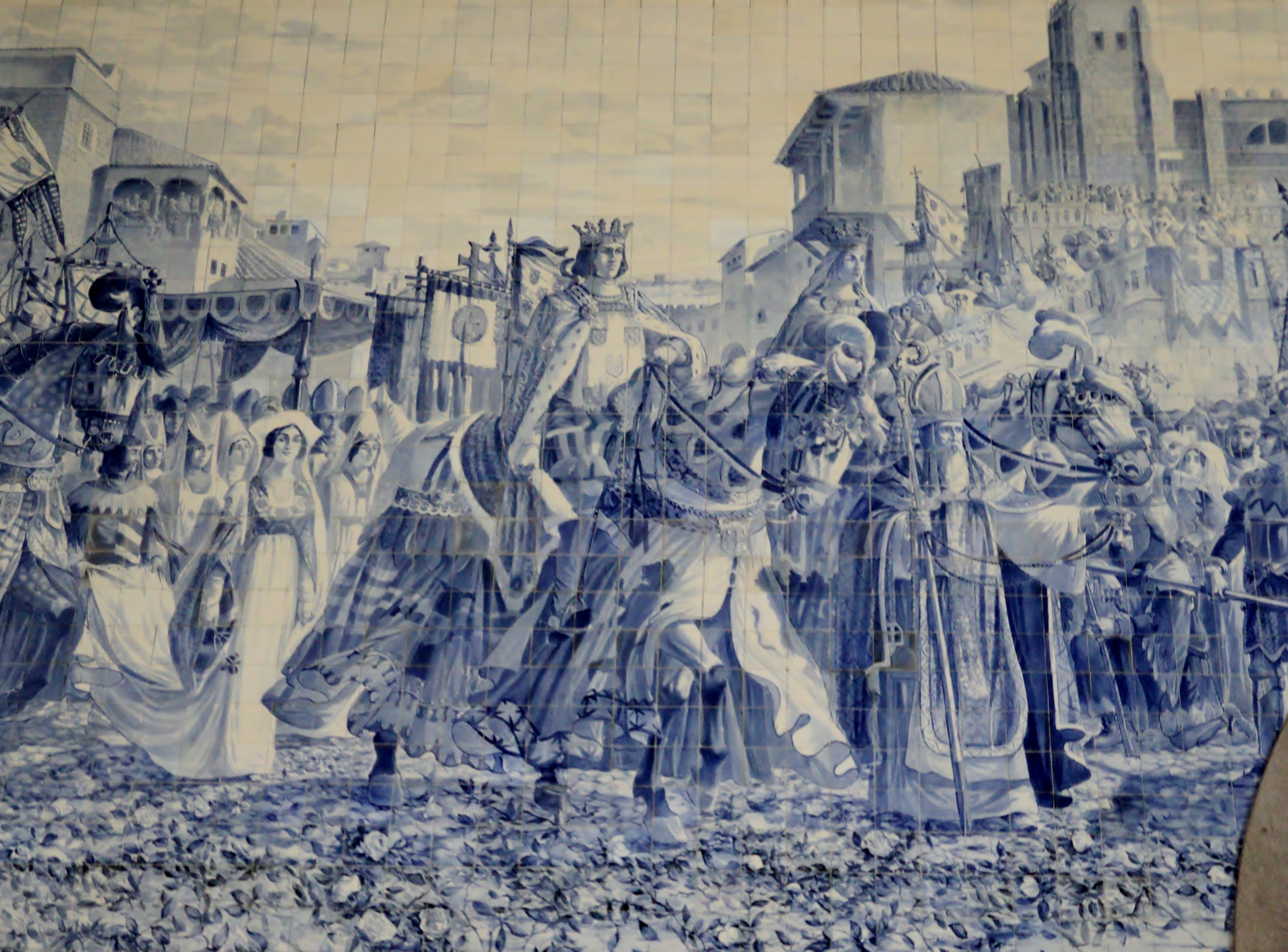
Entrada de D. João I na cidade do Porto para celebrar casamento com Filipa de Lencastre.

O século XIII representou um período de expansão em que o Porto cresceu para fora da Cerca Velha em várias direções:
- Em redor da Pena Ventosa, terrenos antes de quintais, hortas, pomares, soutos e matas passaram a ter casas ligadas por ruas e vielas. Ainda hoje nalgumas ruas desta área subsistem designações de referências rurais, como por exemplo a Rua do Souto;
- No sopé da escarpa que dava acesso à Porta das Verdades, próximo da margem ribeirinha, também se desenvolve casario, ruas, escadas e vielas, como por exemplo a Rua da Lada;
- Na margem direita do rio da Vila o povoado crescia pela beira-rio de São Nicolau, por exemplo pela Rua da Reboleira ou pela Rua dos Banhos, acabando por atingir o "arrabalde" de Miragaia, pequeno núcleo de pescadores e construtores de barcos desde há muito ligados à vida do rio e do mar.

Assim, foram surgindo dois pólos de povoamento—um na zona alta, no morro da Pena Ventosa, em redor da sé, e outro na zona baixa, na Ribeira, na margem do Douro próximo da foz do rio da Vila—ligados por uma malha urbana que se foi adensando.
O eixo mais antigo que ligava os dois aglomerados seguia pela Rua "Detrás da Sé" (atual Rua de D. Hugo), pela Porta das Verdades e pelas Escadas do Barredo, segundo o caminho mais curto, mas de declive muito acentuado. Mais tarde, desenvolveu-se outro eixo de melhor acessibilidade constituído pelas Ruas dos Mercadores, Bainharia e Escura, ligando à Porta de São Sebastião.
Entretanto a encosta do Morro do Olival, na margem direita do rio da Vila e ainda pouco ocupada, começou a ser mais povoada sobretudo depois da instalação dos mosteiros das ordens mendicantes, o de São Francisco em 1233 e o de São Domingos em 1238, que, para além das casas conventuais, tinham extensas cercas com jardins, hortas, pomares e vinhas.
A construção destes conventos e a urbanização da encosta do Olival realizaram-se num clima de conflito entre o rei e o bispo, senhor do burgo. São exemplos desta luta de poderes a longa disputa pela faixa de terras entre o rio da Vila e o rio Frio (em Miragaia), exacerbada durante a edificação do Convento de São Francisco e da Alfândega Velha, hoje vulgarmente conhecida como Casa do Infante, iniciada em 1325, próxima do cais do rio. Estes acontecimentos representaram momentos em que o poder régio se quis afirmar perante o poder da Mitra.
Entretanto, em 1387, a cidade engalana-se para receber o casamento do rei João I de Portugal com a princesa inglesa Filipa de Lencastre, celebrado na Sé do Porto, selando a aliança luso-britânica. Foi no Porto que, em 1394, nasceu o Infante D. Henrique.
Após prolongadas negociações entre o rei D. João I e o bispo do Porto D. Gil Alma, chega-se a um acordo, ratificado em 1406 pelo papa Inocêncio VII, pelo qual o senhorio da cidade passava definitivamente do bispo para a coroa, conquistando a cidade a sua autonomia administrativa.

## Nova muralha e afirmação da cidade burguesa
Ao longo do século XIV o Porto teve uma grande expansão do povoamento ao longo da margem ribeirinha do Douro, refletindo a crescente importância das atividades comerciais e marítimas. A cidade sente, assim, necessidade de um espaço amuralhado mais vasto que o da Cerca Velha. Os primeiros a apresentarem essa reivindicação foram burgueses com casas e negócios extramuros e portanto menos protegidos.
Em meados desse século, ainda no tempo de D. Afonso IV, começou a ser construída uma nova cintura de muralhas que ficou praticamente concluída por volta de 1370. Esta Cerca Nova ou Muralha Gótica tem sido correntemente designada por Muralha Fernandina porque, apesar de iniciada com D. Afonso IV, o seu grande impulsionador, só ficou concluída no reinado de D. Fernando.

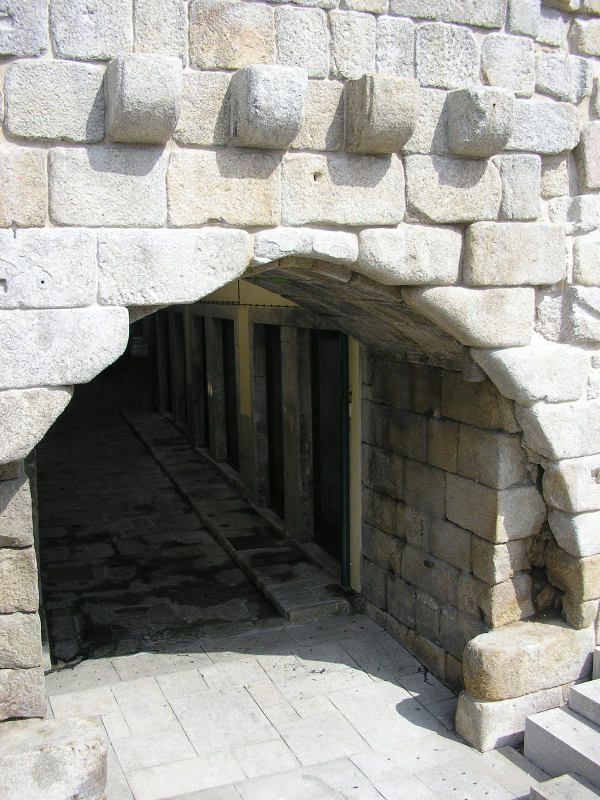
Postigo do Carvão, única porta da Muralha Fernandina que chegou até hoje.

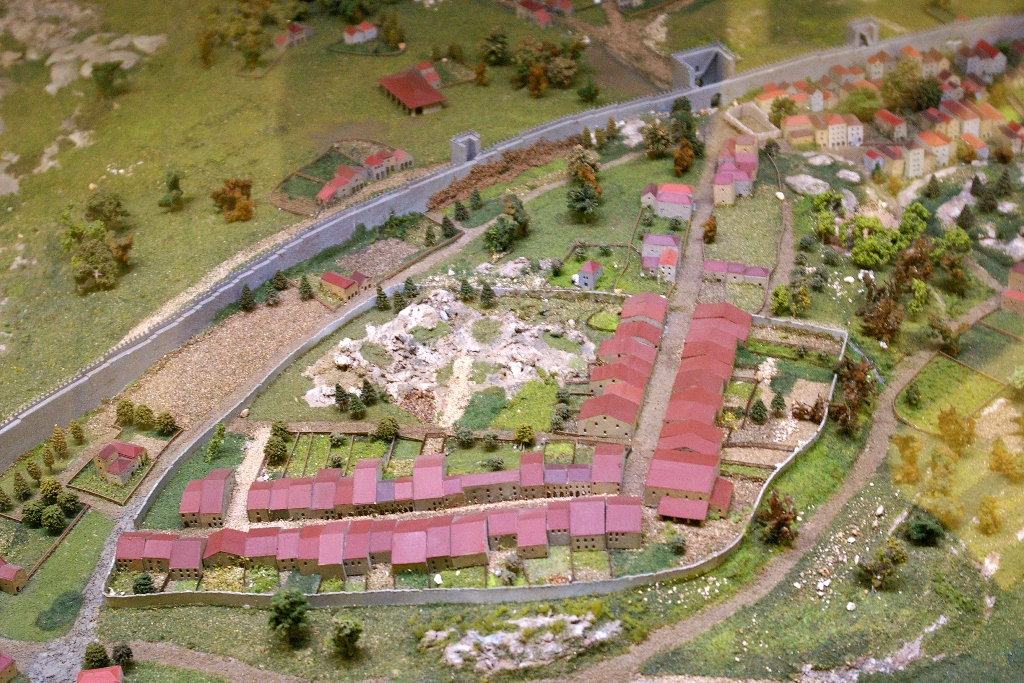
Judiaria do Morro do Olival.

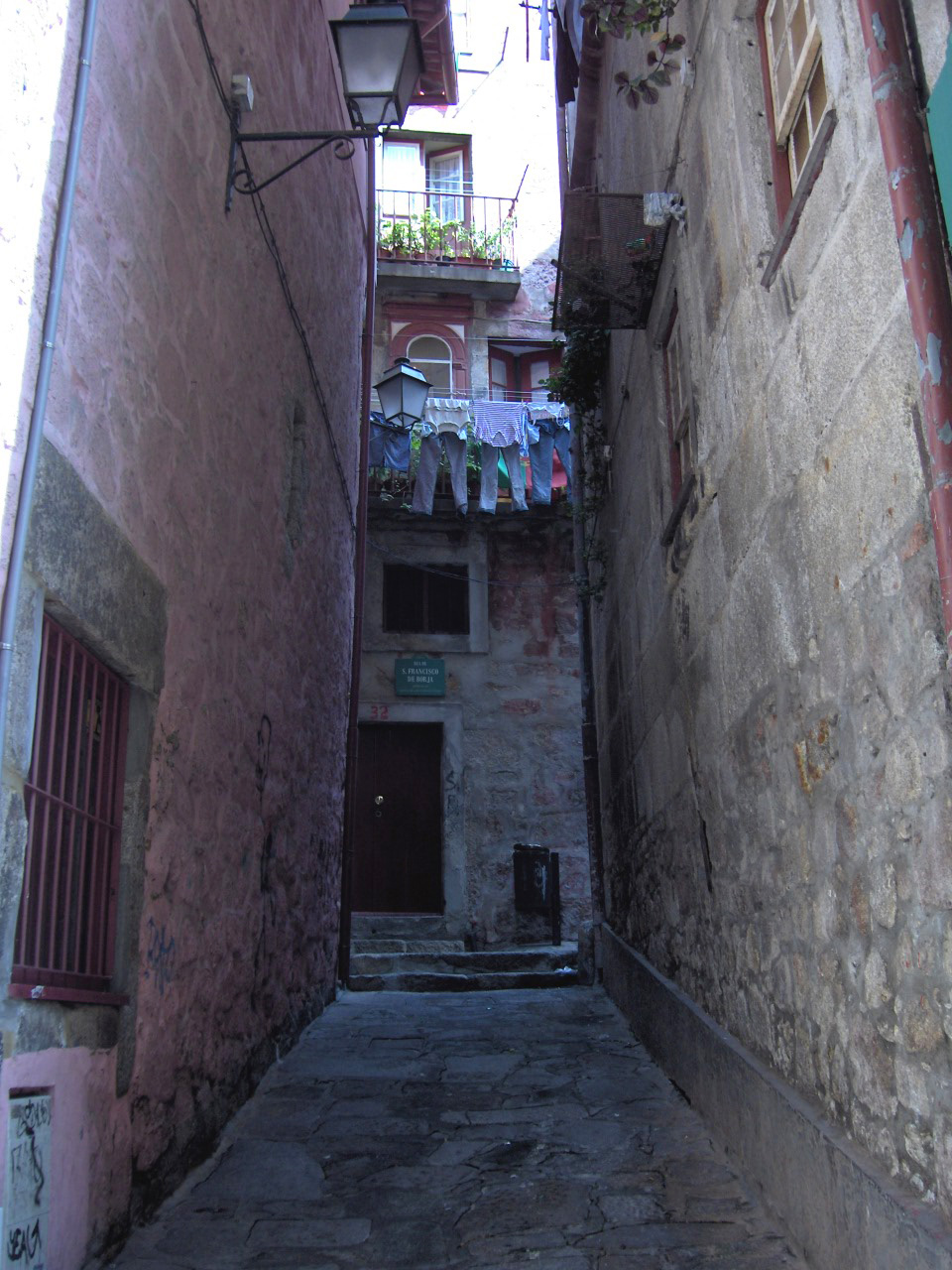
Ruela da Ribeira.

Este muro, de traçado geométrico e uma altura de 30 pés (9 m), de alto porte e grande robustez, era recortado de ameias salientes, tendo vários cubelos e torres elevadas e ainda numerosas portas e postigos (dezassete, no total). Com um perímetro de cerca de 3.000 passos (2.600 m), limitava uma área de 44,5 hectares.
O traçado da Cerca Nova seguia pela margem ribeirinha do Douro até ao limite com Miragaia, subia pelo Caminho Novo e São João Novo até ao cimo do Morro do Olival; depois tomava a direcção leste passando junto às hortas do bispo e do cabido e continuava para Cimo de Vila; a seguir contornava os morros da Cividade e da Sé por nascente e descia pela escarpa dos Guindais até à Ribeira, próximo da saída do tabuleiro inferior da atual Ponte Luís I.
Entre as portas destacaram-se as de Cimo de Vila, de Carros (em frente à atual Estação de São Bento), de Santo Elói, do Olival (ao lado da atual Cadeia da Relação), das Virtudes, da Esperança (ou São João Novo), de Miragaia (ou Nova ou Nobre), da Ribeira (no local da atual Praça da Ribeira), do Sol. Os nomes das portas e dos postigos foram mudando ao longo dos tempos. Também aconteceu alguns postigos serem alargados e passarem a portas, como o de Carros, que deu origem à Porta de Carros, e o do Carvalho do Monte, mais tarde do Penedo, que veio a ser a Porta do Sol.
Em 1386, D. João I decidiu criar uma judiaria e, invocando motivos de segurança, mandou transferir os judeus, para os concentrar dentro de muros, no topo aplanado do Morro do Olival. Implantada num sítio quase desocupado, a Judiaria do Olival deu origem a uma urbanização própria que condicionou a posterior evolução da malha urbana deste local.
Na última década do século XIV, e ainda por iniciativa de D. João I, começou a ser aberta a Rua Nova, uma rua que contrastava com o labiríntico Porto medieval, "a minha rua formosa" como lhe chamou o rei. Constituiu um grande avanço em termos urbanísticos, pode mesmo dizer-se que foi o primeiro caso de planeamento do país. De traçado retilíneo, considerada na época comprida e larga, foi local de prestígio que atraiu a construção de edifícios de luxo para habitação da elite burguesa e do clero e centralizou a vida e os negócios dos mercadores.
A Rua Nova (hoje do Rua do Infante D. Henrique) levou cerca de cem anos a ser concluída. Como ligava a Rua dos Mercadores ao Convento de São Francisco, constituiu um importante eixo de circulação paralelo à margem ribeirinha. Por causa desta rua, a partir do século XVI, a Porta de Miragaia ou Porta Nova passou a ser conhecida por Porta Nobre, através da qual entravam na cidade as figuras notáveis, bispos e reis, em actos oficiais.
No início do século XV a malha urbana fechada pela Muralha Fernandina era uma rede apertada de ruas e ruelas irregulares, estreitas e íngremes que se desenvolviam em redor de três núcleos:
- O Alto da Sé, sede do burgo dos bispos até 1406, onde não permaneciam monges nem fidalgos;
- A Ribeira, fervilhante de gentes ligadas às múltiplas atividades do rio e do mar, domínio dos mercadores e geradora de burgueses, com o centro na Praça da Ribeira e, a partir do século XV, em expansão para a Rua Nova;
- O Morro do Olival, núcleo mais periférico e mais tardiamente ocupado, onde se situou a Judiaria Nova, dentro de muros. Nas vertentes deste morro, as ruas de Belomonte, Taipas, Ferraria de Baixo (hoje Rua do Comércio do Porto) vão tomando significado no tecido urbano, tal como a Rua de Trás, rente à muralha e próxima das Hortas do Bispo, aberta em 1491 aquando da construção do Convento dos Lóios ou de Santo Elói.

Dois eixos principais ligavam estes três núcleos:
- Da Praça da Ribeira à Porta de Cimo de Vila (atual Praça da Batalha), passando pelas Ruas dos Mercadores e Bainharia, Cruz do Souto e Ruas Escura, Rua Chã e Cimo de Vila;
- Da Reboleira à Porta do Olival, através das Ruas da Alfândega (Velha), das Congostas e da Bainharia, Cruz do Souto e Rua do Souto (que na época incluía a atual Rua dos Caldeireiros).

Ainda no século XV, o Largo de São Domingos, em frente ao convento do mesmo nome, tornou-se um centro importante da cidade, não só pela feira que aqui se realizava e pelas reuniões da câmara no alpendre do convento, mas também por constituir um nó de circulação e local de encontro dos portuenses, um verdadeiro centro cívico.
A estrutura urbana da cidade do Porto de finais do século XV tomou uma configuração radioconcêntrica com a posição das principais portas da Cerca Nova a evidenciar os acessos aos arrabaldes ou a áreas mais longínquas:
- Porta de Carros – estrada de Guimarães;
- Porta do Olival – estrada de Braga;
- Porta de Cimo de Vila – estrada de Penafiel;
- Porta de Miragaia – Foz e Bouças;
- Porta do Sol – estrada de Entre-os-Rios.

Entretanto, em 1496, um decreto de D. Manuel I ordenava a conversão de todos os judeus, sob pena de expulsão. Alguns converteram-se tornando-se cristãos-novos outros, porém, decidiram abandonar a cidade e o reino. Foi o fim da Judiaria Nova do Morro do Olival.
Só em 1509 é que o Porto se abre aos nobres, até então impedidos de ter casa na cidade ou de nela residir por mais de três dias, o que explica a quase ausência de casas nobres dentro do perímetro amuralhado.

## Do foral manuelino aos inícios do séc. XVII

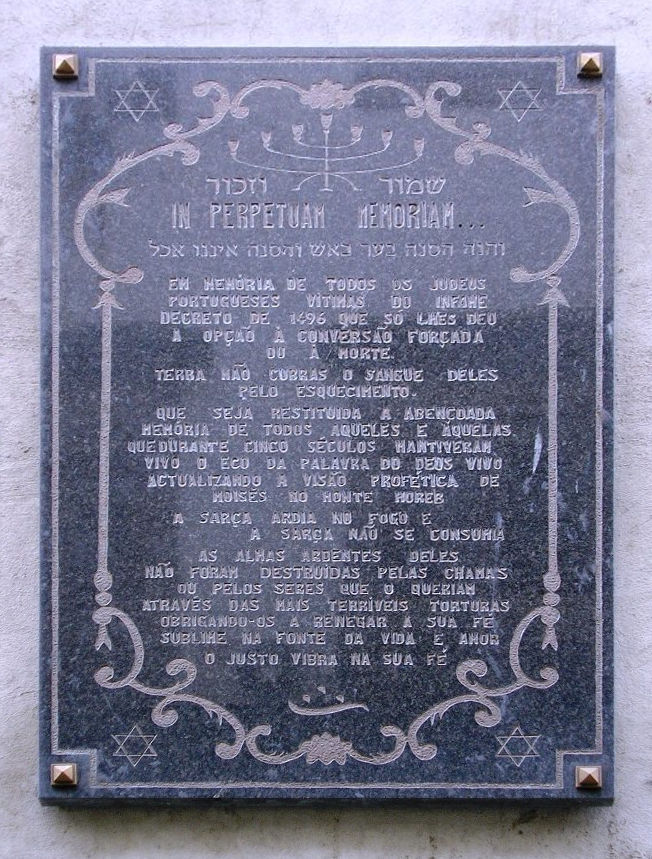
Lápide lembrando a expulsão dos judeus do Morro do Olival em 1496, colocada junto ao Mosteiro de São Bento da Vitória.

O Foral Novo de D. Manuel I, concedendo privilégios à cidade do Porto e datado de 1517, inicia um período de crescente desenvolvimento económico e urbano.
A partir de 1521, por iniciativa do rei, começou a ser aberta, através das hortas do bispo e do cabido e em terrenos da Misericórdia, a Rua de Santa Catarina das Flores, atual Rua das Flores. Construída para enobrecer a cidade, tornou-se elegante, aristocrática e ainda de importante atividade comercial. Ligando o Largo de São Domingos ao Convento de São Bento da Avé-Maria, permitia um acesso directo entre dois pólos citadinos de grande movimento, a Ribeira e a Porta de Carros. Este novo eixo de circulação vai ser vital para a progressiva urbanização da margem direita do rio da Vila.
Por meados do século XVI construiu-se uma ponte de pedra para atravessar este rio, substituindo uma anterior de madeira, o que permitiu a ligação da nova Rua de Santa Catarina das Flores à Rua da Bainharia e deu origem ao desenvolvimento da Rua da Ponte Nova. No rio da Vila, um pouco mais para jusante, havia uma outra ponte mais antiga, a de São Domingos.
Devido à concorrência do eixo da Rua das Flores, a velha Rua dos Mercadores perdeu progressivamente características de rua de grande comércio, habitada por burgueses de posses que viviam nas suas casas-torre medievais.
Durante os séculos XV e XVI a cidade vê surgir notáveis edifícios de congregações religiosas ou de assistência:
- Convento de Santa Clara;
- Convento dos Lóios;
- Conventos femininos de São Bento da Avé-Maria e de Monchique (este último extramuros);
- Hospital de D. Lopo;
- Convento de São João Novo;
- Mosteiro de São Bento da Vitória.

Na zona da Sé os padres da Companhia de Jesus dão início à construção do Colégio de São Lourenço e, mais tarde, da Igreja de São Lourenço (popularmente conhecida como "Igreja dos Grilos"), o que implicou a destruição de algumas ruas e trouxe alterações urbanísticas ao local.
Até 1583 o Porto teve apenas uma paróquia, a da Sé, que nesse ano foi dividida em quatro: Sé, São Nicolau, Nossa Senhora da Vitória e São João Baptista de Belmonte, esta última extinta alguns anos mais tarde.
No começo do século XVII iniciam-se as construções do primeiro edifício da Casa da Relação e Cadeia, do Convento dos Carmelitas Descalços, hoje quartel da Guarda Nacional Republicana (GNR) e as obras do Mosteiro e da Igreja de São Bento da Vitória, que irão prolongar-se por todo este século, ocupando o vazio deixado pelo abandono forçado dos judeus do Morro do Olival, um século antes.

## De Nasoni aos Almadas

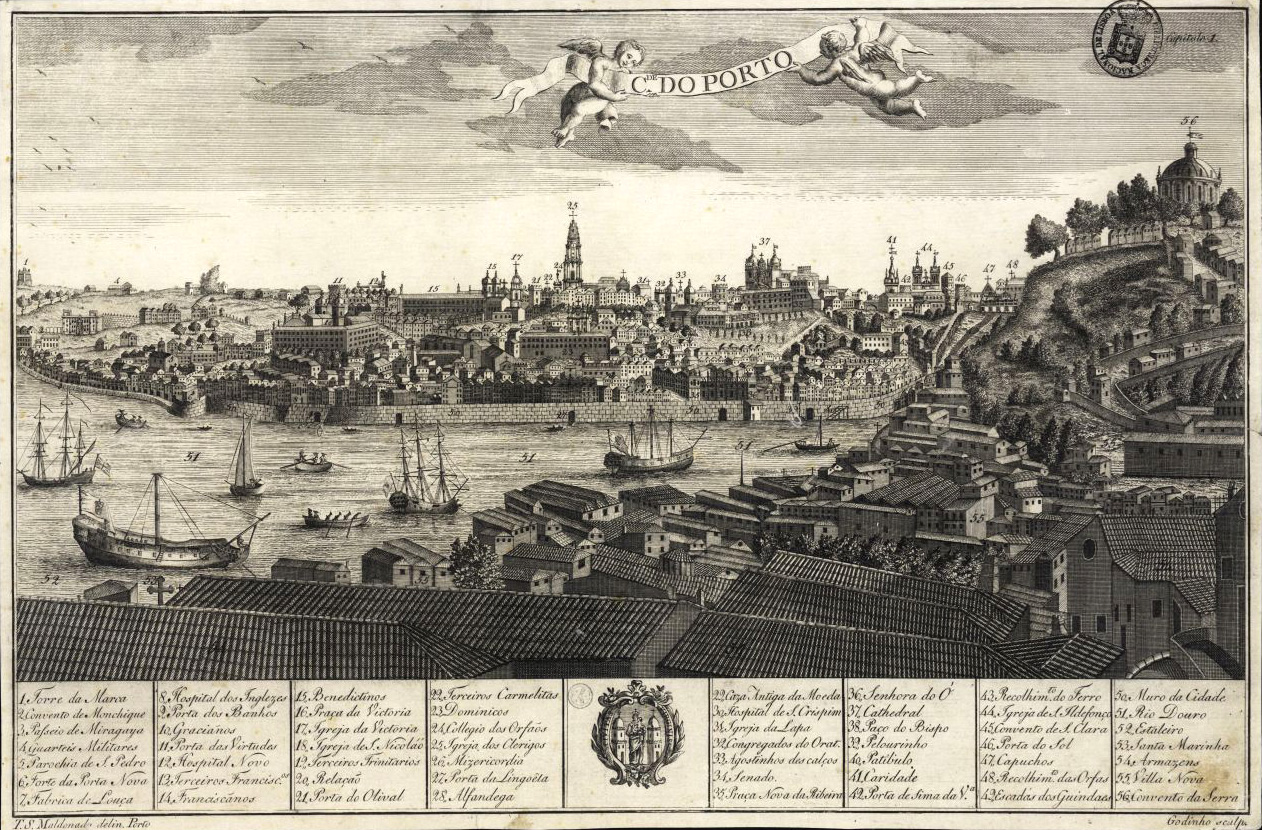
O Porto em 1789, gravura de Teodoro Maldonaldo

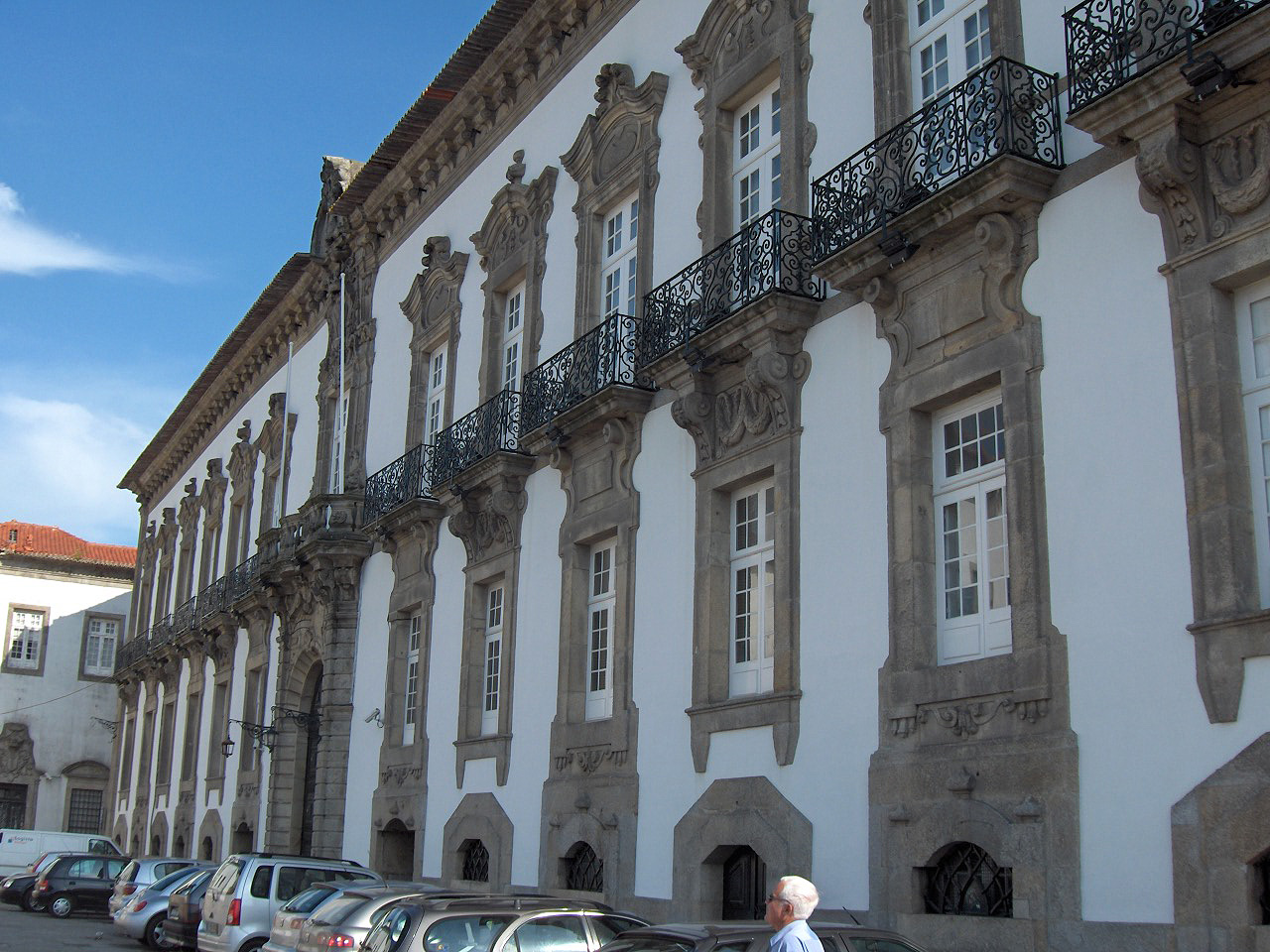
Paço Episcopal do Porto.

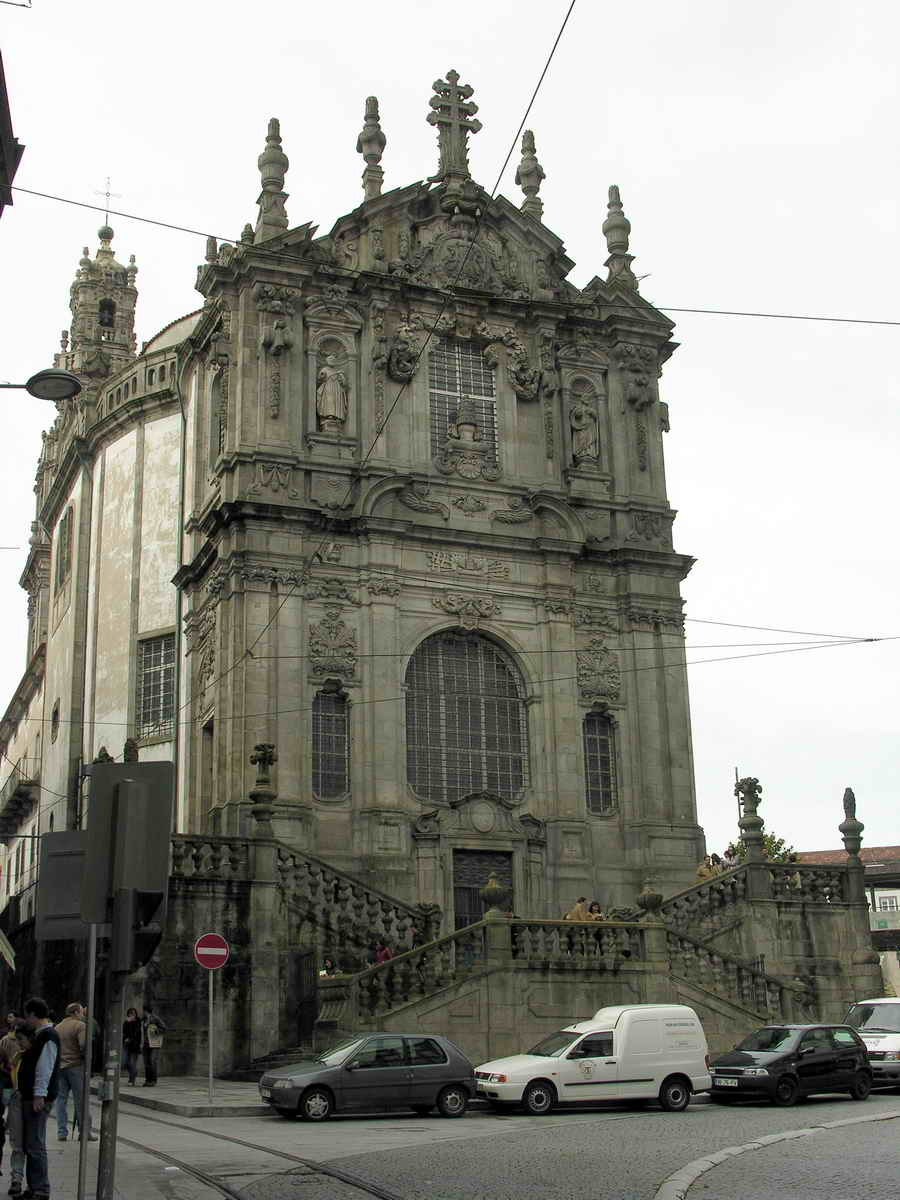
Igreja dos Clérigos de Nicolau Nasoni.

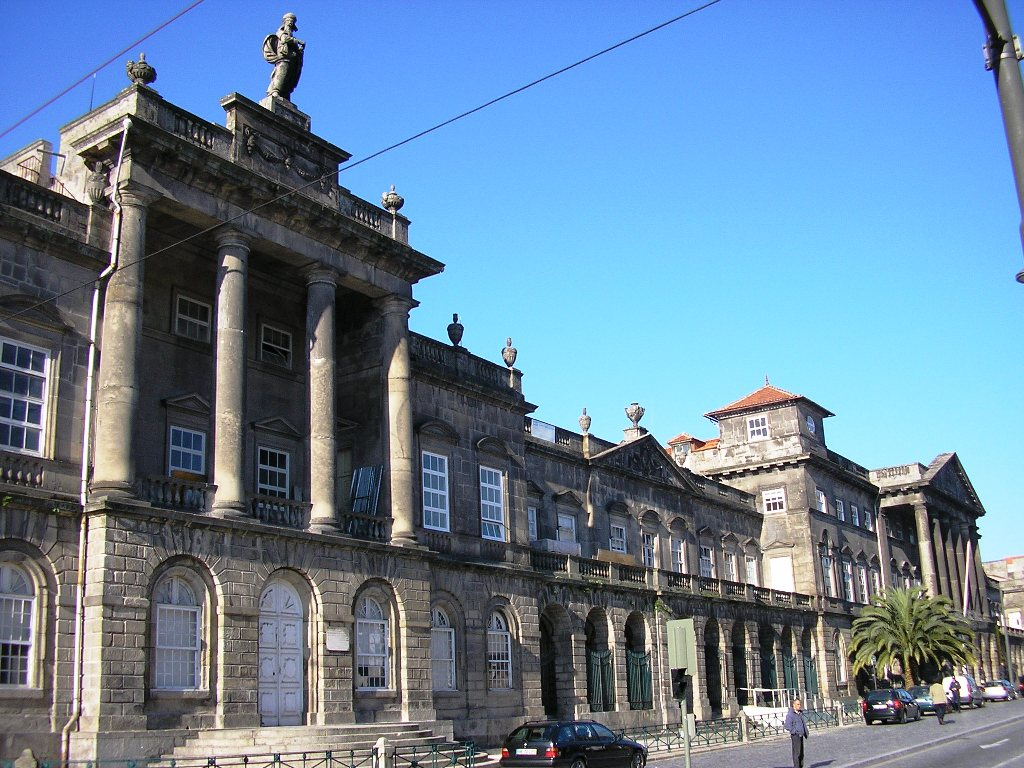
A fachada neoclássica do Hospital de Santo António.

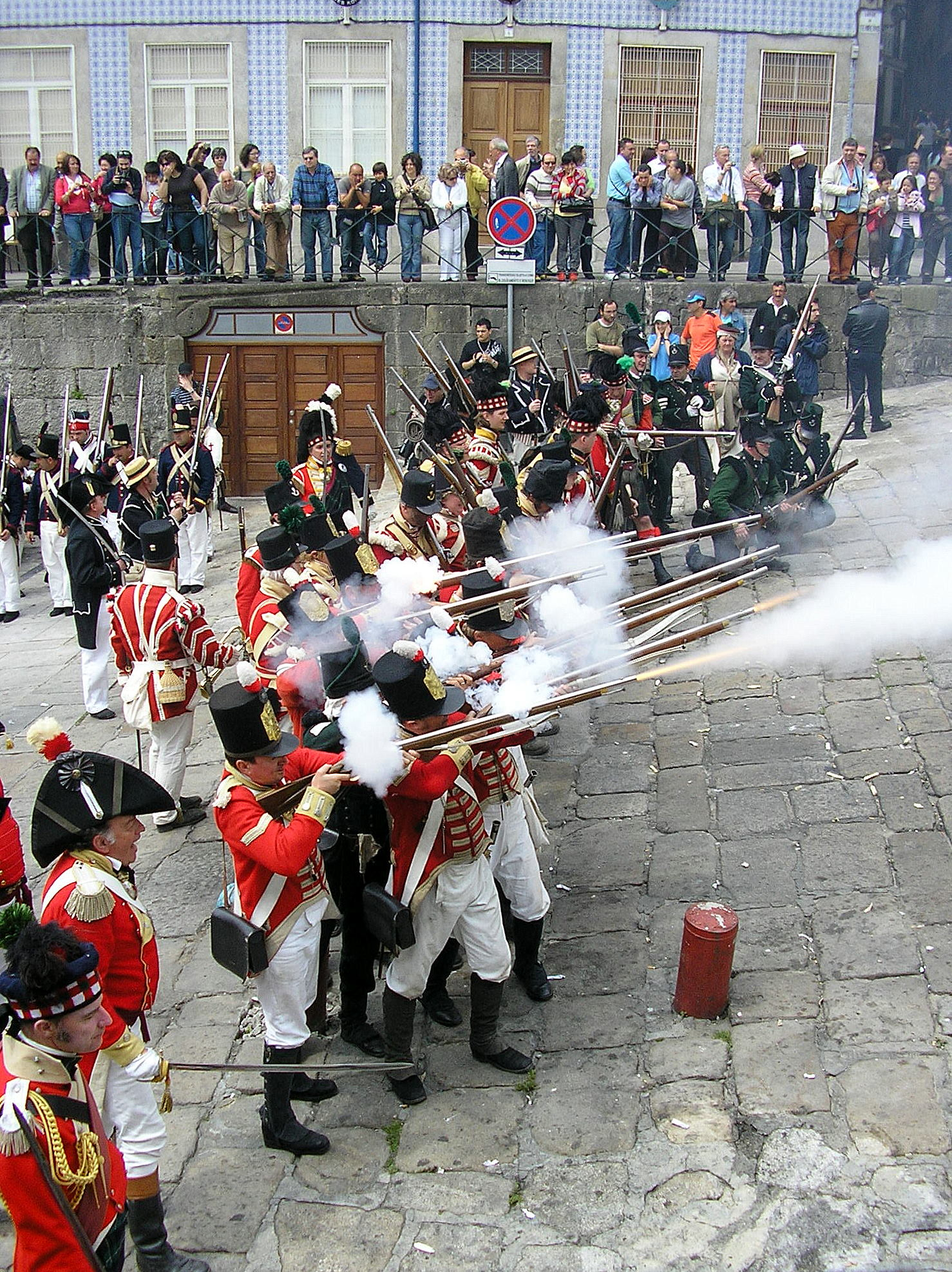
Reconstituição da Batalha de Porto, em 2009.

Os finais do século XVII e o século XVIII vão trazer à cidade do Porto uma intensa atividade arquitectónica, tanto religiosa como civil, que lhe dará uma nova imagem. Realizam-se obras públicas como fontes e chafarizes. Constroem-se os grandes edifícios de arquitectura barroca, de aspecto monumental, que identificam um Porto barroco.
São exemplos:
- O Paço Episcopal totalmente reconstruido;
- A intervenção no edifício da Sé Catedral;
- A frontaria da Igreja da Misericórdia do Porto;
- A Igreja e a Torre dos Clérigos;
- As Igrejas dos Terceiros do Carmo, da Ordem do Terço, de Santo Ildefonso;
- A Casa do Despacho da Ordem Terceira de São Francisco;
- O Palácio de São João Novo;
- O Palácio do Freixo;
- A Casa da Rua de D. Hugo n.º 17, atual Casa-Museu Guerra Junqueiro;
- A Casa de Ramalde.

Muitos destes importantes edifícios têm o traço ou a influência de Nicolau Nasoni, artista italiano que chegou ao Porto em 1725 e aqui desenvolveu uma notável obra nos domínios da pintura e da arquitectura. São considerados expoentes máximos a frontaria da Igreja da Misericórdia e o monumental conjunto dos Clérigos, nomeadamente a sua célebre Torre com cerca de 75 metros de altura.
Até meados do século XVIII a vida urbana portuense ficou quase confinada aos limites da Muralha Gótica estendendo-se ainda ao longo das vias de ligação aos pequenos núcleos das paróquias rurais e dos centros piscatórios da margem do Douro. A segunda metade do século XVIII traz novas transformações urbanísticas e arquitectónicas que irão alterar profundamente o aspecto da cidade.
Foram factores decisivos para o desencadear desta nova fase o crescimento rápido da população citadina, uma conjuntura económica favorável ligada à actividade mercantil, nomeadamente ao comércio e à exportação do vinho do Porto como resultado da crescente importância da produção vinícola e da criação da Companhia da Agricultura do Alto Douro, e ainda a nomeação de João de Almada e Melo como comandante militar.
A data de 1763 representa o início do funcionamento da Junta de Obras Públicas, presidida por João de Almada, que incluía membros da Câmara apoiados por engenheiros militares e, mais tarde, por arquitectos encarregados dos trabalhos. A direcção do desenvolvimento urbanístico da cidade centralizou-se assim num único departamento que funcionou até 1804.
A acção da Junta introduziu uma abordagem racional na concepção da cidade, defendendo aspectos como a luz, a higiene e a salubridade. Segundo estes novos conceitos urbanísticos as construções deviam obedecer a planos rigorosos em que se privilegiava o conjunto arquitectónico e não o edifício isolado. O risco das novas ruas era acompanhado pelo desenho dos alçados a edificar. Estas áreas constituem, ainda hoje, paradigma de coerência e equilíbrio na relação rua-conjunto edificado.
O plano almadino pretendia renovar a cidade antiga e ordenar o crescimento para fora da Cerca Fernandina que, sobretudo desde meados do século XVII, estava a realizar-se de uma forma espontânea e caótica. Visava ainda redefinir as principais vias de acesso tornando-as desafogadas. São disso exemplos as Ruas de Cedofeita, de Santa Catarina, Direita (hoje de Santo Ildefonso), do Reimão (atual Avenida Rodrigues de Freitas), dos Quartéis (agora Rua de D. Manuel II), a Calçada da Natividade (Rua dos Clérigos), a Rua Nova das Hortas (troço inicial da Rua do Almada), o Passeio das Virtudes.
Da concretização deste plano resultaram: novas praças como a Praça de São Roque entre a Rua do Souto e a Rua das Flores (desaparecida um século mais tarde, aquando da construção da Rua de Mouzinho da Silveira); a renovação da Praça da Ribeira; a abertura de ruas amplas e com passeios como a Rua de São João; realinhamentos de fachadas e ruas antigas. Surgem também novas preocupações com os espaços públicos, de que são exemplos as alamedas voltadas para o rio Douro, como as das Virtudes, das Fontainhas ou de Massarelos.
O plano urbanístico de João de Almada para a cidade do Porto—um dos primeiros planos de conjunto a aparecer na Europa—criou um novo e importante eixo citadino que partia da Praça da Ribeira, seguia pela Rua de São João, Largo de São Domingos, Rua das Flores, Rua Nova das Hortas e Rua do Almada até ao Campo de Santo Ovídio (atual Praça da República).
A segunda metade do século XVIII foi também a época da construção de grandes edifícios representativos da arquitectura neoclássica de influência inglesa, que se prolongaria ainda pelo século XIX. São exemplos do Porto neoclássico:
- O Palácio da Bolsa;
- A Casa da Feitoria Inglesa;
- O edifício da Cadeia e Tribunal da Relação;
- O Hospital de Santo António;
- O Quartel das Partidas Avulsas / Real Casa Pia;
- Os edifícios do lado poente da Praça da Ribeira e os arcos abertos no "Muro da Ribeira";
- O edifício da antiga Academia da Marinha e Comércio, mais tarde Academia Politécnica, hoje Reitoria da Universidade do Porto;
- As Igrejas dos Terceiros de São Francisco, da Lapa, da Trindade, de N.ª S.ª da Vitória;
- O edifício da Alfândega Nova.

Data ainda de finais de setecentos o Convento de Santo António da Cidade, dos Capuchos, um enorme edifício claustral situado defronte do atual Jardim de São Lázaro, onde desde 1842 tem funcionado a Real Biblioteca Pública da Cidade do Porto, depois Biblioteca Pública Municipal do Porto.
Entretanto, desde finais do século XVIII e ao longo do século XIX, a velha Muralha Fernandina foi sendo progressivamente demolida, uma resposta da época à crescente expansão urbana. Dela são hoje visíveis os trechos dos Guindais (o mais extenso), o do Caminho Novo e ainda vestígios como no Muro dos Bacalhoeiros e no interior do edifício da antiga Cadeia da Relação.
Apesar de todas estas transformações, o Porto de finais do século XVIII manteve-se uma cidade virada para o Douro, vivendo em função do rio, com o centro económico e social nas suas proximidades – Praça da Ribeira, Rua Nova dos Ingleses, Rua de São João e Largo de São Domingos.
As imagens da época, representando o rio coberto de navios, sugerem a importância do intenso tráfego comercial. O acentuado crescimento demográfico verificado por essa época na cidade e principalmente nos núcleos rurais fora da área amuralhada (onde surgiram as primeiras fábricas precursoras do dinamismo industrial do século seguinte) significa outra das potencialidades deste Porto de finais do século XVIII.

## O Porto de oitocentos

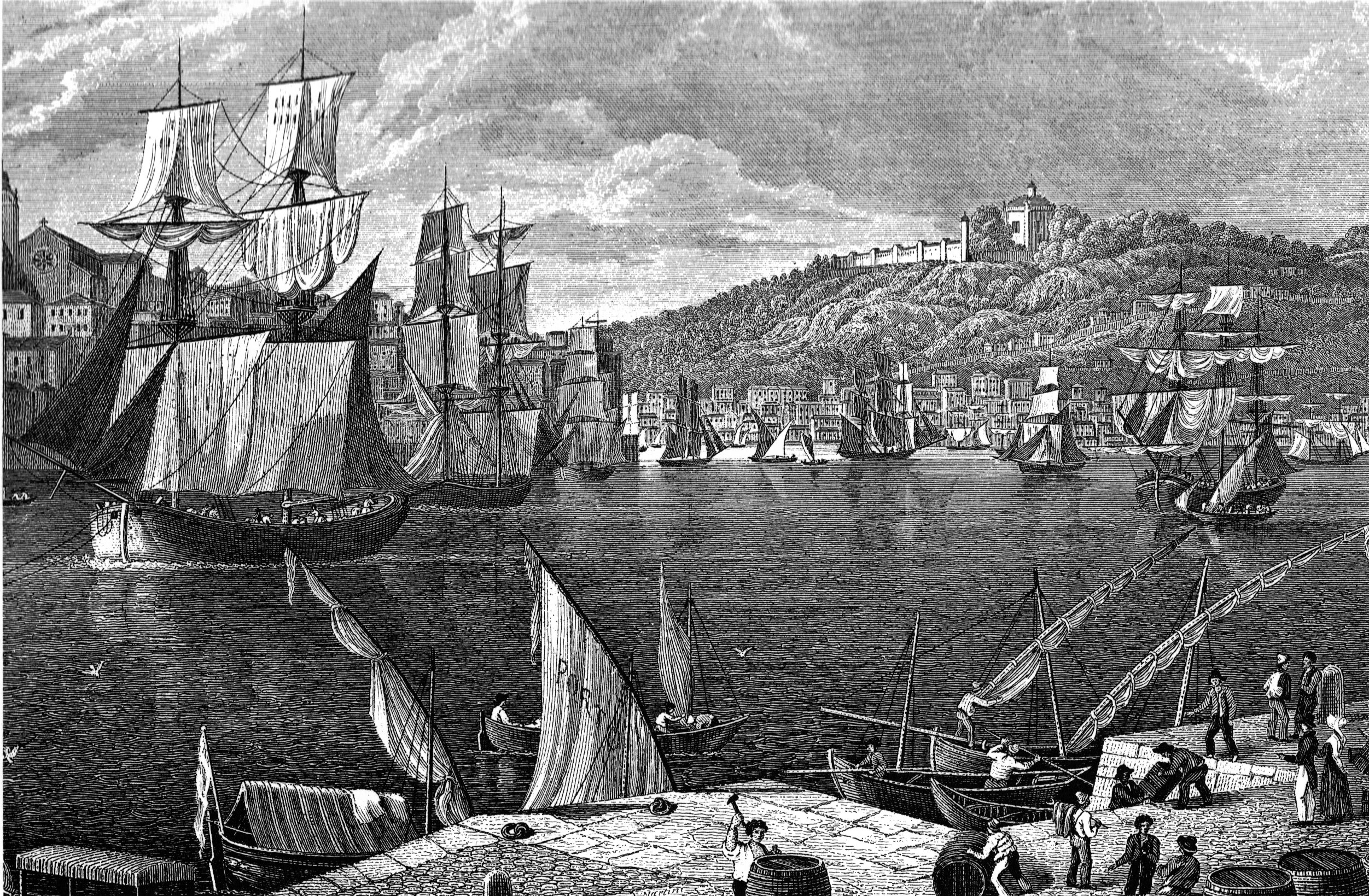
Movimento de navios no rio Douro em 1835.

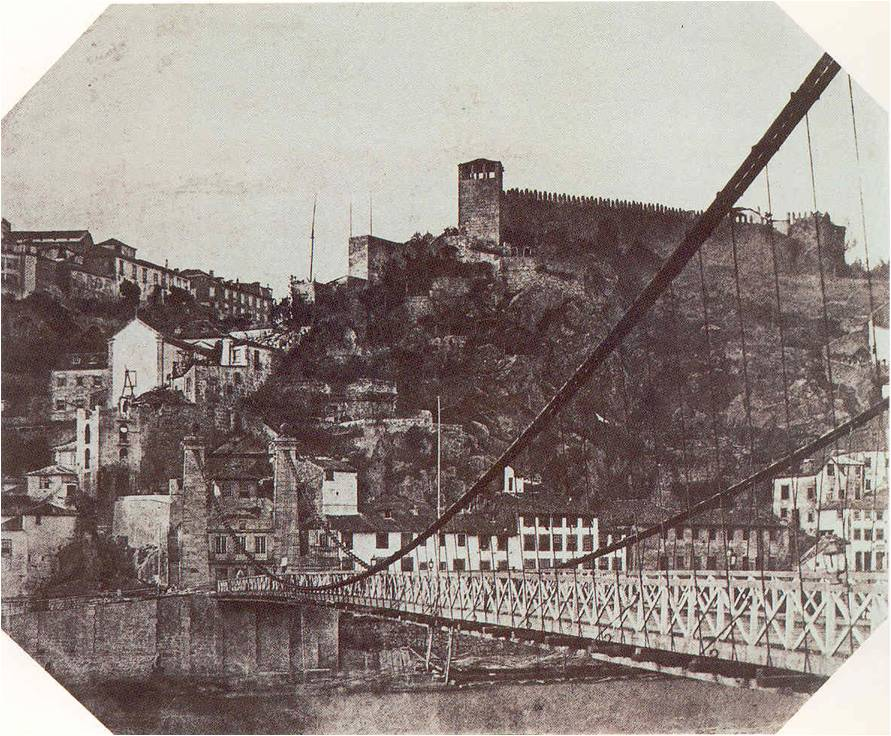
A Ponte Pênsil, calótipo de Frederick William Flower.

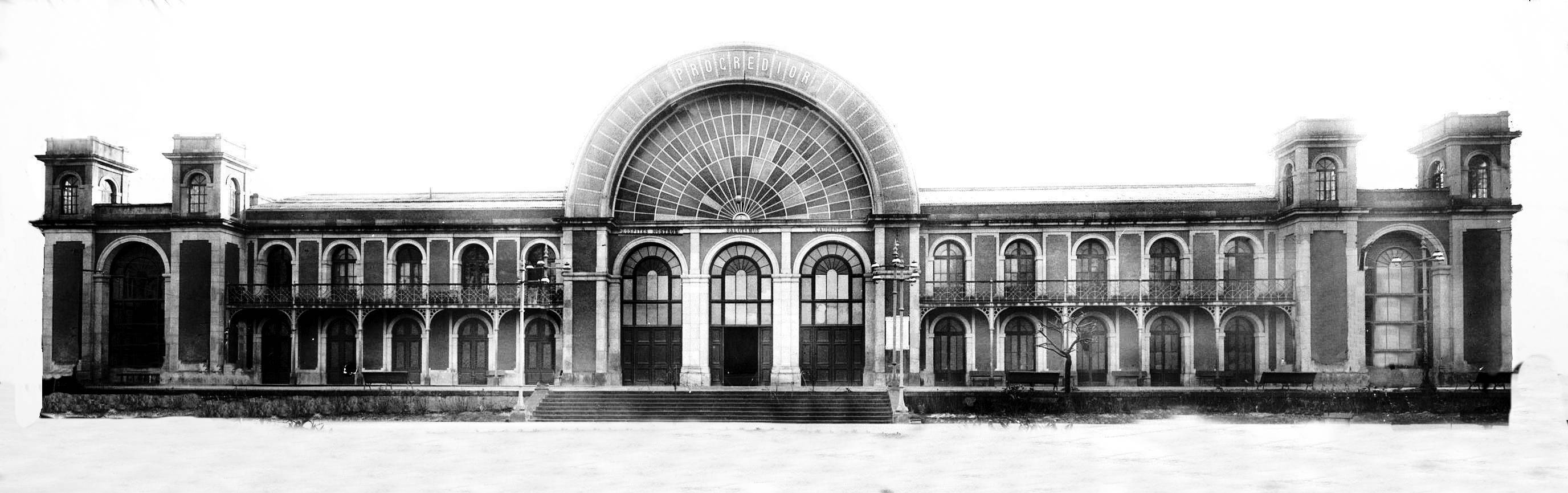
A fachada do Palácio de Cristal, construído para a exposição de 1865 e inspirado no Crystal Palace de Londres.

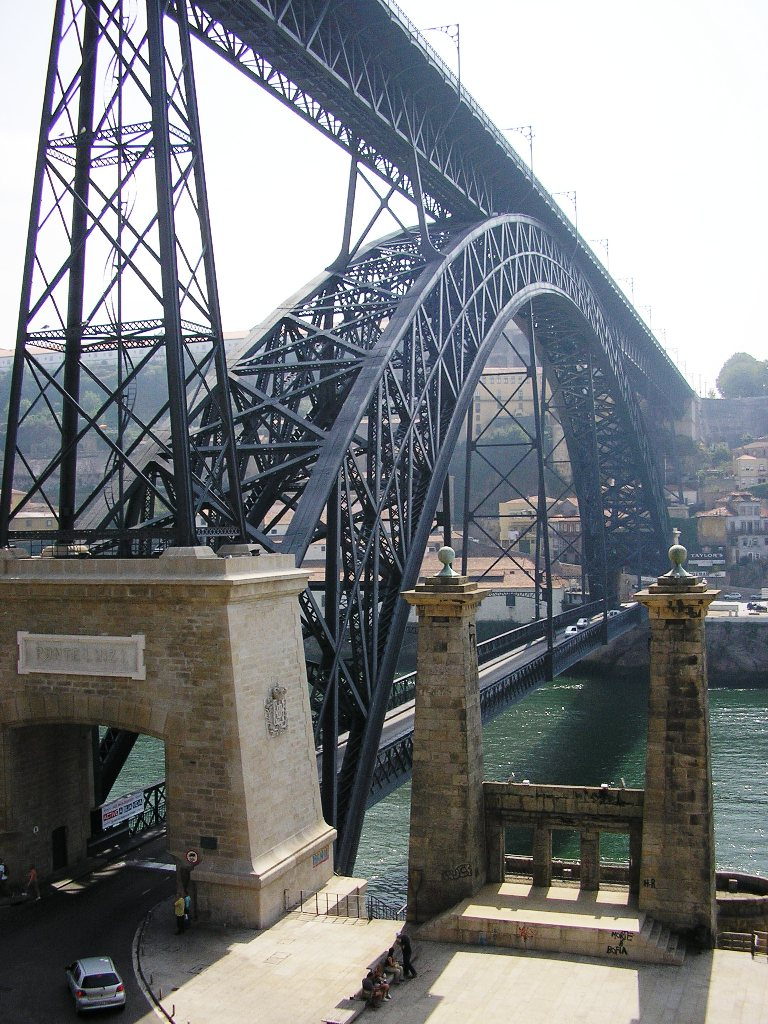
Lado a lado, Ponte Luís I e Ponte Pênsil (colunas de sustentação). Extraordinário aumento de escala em pouco mais de 40 anos!.

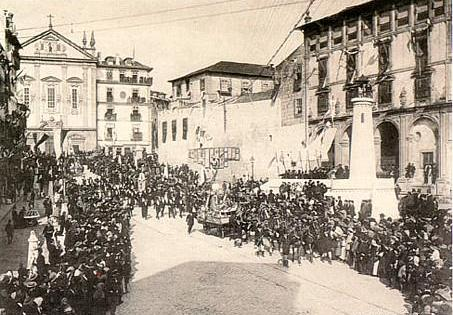
Procissão em frente ao Mosteiro de São Bento de Avé-Maria.

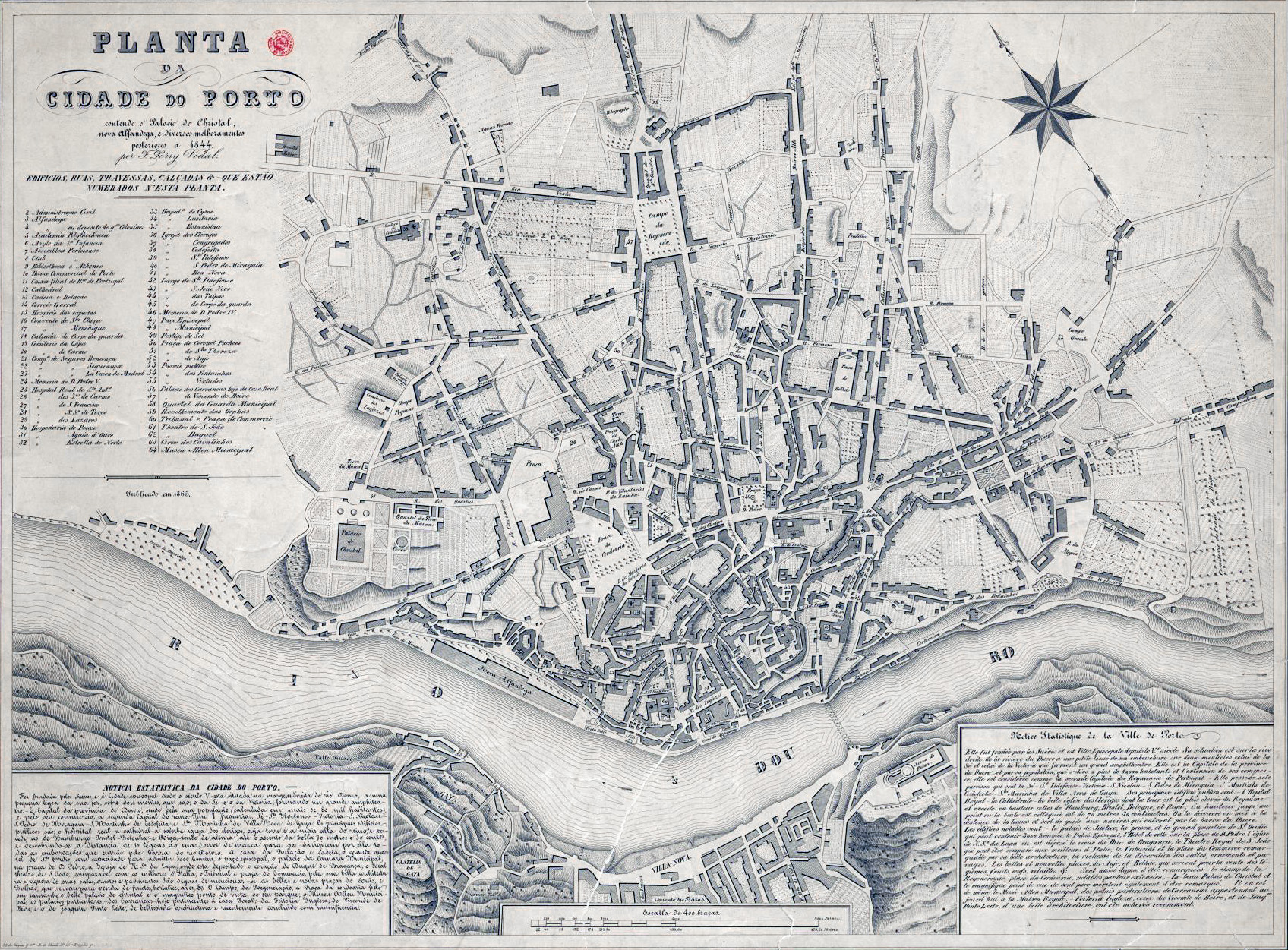
Planta do Porto de Perry Vidal, 1865

O século XIX portuense ficou marcado, logo no início, por situações de instabilidade política como as invasões francesas, na primeira década, e as guerras liberais que culminaram com o Cerco do Porto, em 1832-1833, que provocaram destruições na cidade antiga, sobretudo na parte baixa ribeirinha e nas encostas circundantes.
Mas este século, principalmente a segunda metade, apresenta épocas de grande dinamismo que se traduziram no adensamento da malha urbana e numa enorme expansão. A abertura de novas artérias extramuros, como a Rua dos Bragas ou a Rua de Álvares Cabral, proporciona novas áreas residenciais. A função habitacional concretiza-se agora nas mais diversas formas e dimensões, desde a pequena casa popular e operária às variadas casas da burguesia, mono ou polifuncionais, e às casas do brasileiro, de grande ostentação e representativas de outros gostos estéticos.
A criação de mercados (do Anjo, em 1839; do Bolhão, em 1837), de jardins (São Lázaro, em 1834; Cordoaria, em 1866; Praça do Infante em 1885), a abertura do Cemitério de Agramonte em 1855, o aparecimento da arquitectura do ferro de que foi exemplo paradigmático o desaparecido Palácio de Cristal (1865), a instalação de sistemas de iluminação pública a gás (1855), de abastecimento de água ao domicílio (1887) e de saneamento, a criação do Liceu Central do Porto (1840), são alguns aspectos significativos da acelerada evolução portuense da segunda metade de oitocentos.
Esta intensa fase de expansão urbana surge inserida num contexto de forte crescimento demográfico, de atracção de populações do mundo rural e de transformações económicas, nomeadamente da crescente importância das atividades industriais. Observa-se uma grande difusão de fábricas, oficinas e bairros operários pela cidade fabril, sobretudo no Bonfim, em Massarelos, Cedofeita, Lordelo do Ouro e Ramalde. A presença das altas chaminés e das respectivas instalações fabris, assim como os extensos conjuntos de habitações operárias e ilhas, vêm introduzir novos elementos na paisagem urbana de algumas áreas da cidade.
A reorganização da estrutura urbana portuense no século XIX foi também muito condicionada pela revolução das infraestruturas de circulação. Para a travessia do rio Douro, ao longo deste século, sucederam-se a Ponte das Barcas inaugurada em 1806, a Ponte Pênsil ou Ponte D. Maria II em 1843, a Ponte Maria Pia (ferroviária) em 1877 e a Ponte Luís I (rodoviária) em 1886. Ainda em 1875, na estação de Campanhã, são inauguradas as ligações ferroviárias até Nine (linha do Minho) e até Penafiel (linha do Douro). Também neste ano fica concluída a ligação ferroviária Boavista-Póvoa de Varzim.
Simultaneamente assiste-se ao desenvolvimento dos transportes urbanos: o americano, tração animal sobre carris, estreia-se em 1872 ligando a Alfândega a Matosinhos; o carro eléctrico sobre carris circula pela primeira vez no Porto em 1895. Ainda neste ano é aberto à navegação o Porto de Leixões, que irá retirar importância ao velho porto fluvial do Douro.
As profundas mudanças da vida portuense durante o século XIX também atingem a parte mais antiga da cidade, dentro da Muralha Fernandina. O centro da vida social, política e de negócios portuense situado na área da Ribeira-São Domingos deslocou-se progressivamente para a Praça Nova e suas imediações, que adquiriram crescente importância. Nesta praça, num palácio que a delimitava do lado norte, esteve instalada a Câmara Municipal do Porto desde 1819 até 1916.
Em meados do século já o verdadeiro polo da vida social, intelectual, cultural, política e administrativa assim como o centro comercial portuense estão localizados na zona da Praça Nova e áreas circundantes – a chamada "Baixa".
No núcleo antigo, na segunda metade de oitocentos, dá-se uma importante reorganização das vias de trânsito com a abertura de novas ruas que cortam e se sobrepõem à malha urbana preexistente. São exemplos a Rua de Ferreira Borges (iniciada em 1838), a Rua de Mouzinho da Silveira (1872) e a Rua Nova da Alfândega (1869-1871).
A Rua de Mouzinho da Silveira criou um novo eixo para a distribuição do tráfego e circulação das mercadorias, mais largo, retilíneo e menos íngreme que os anteriores, ligando a Rua Nova dos Ingleses (Rua do Infante D. Henrique) ao Convento da Avé-Maria de São Bento.
Esta área antiga ficou também enriquecida com algumas monumentais construções que criaram novas centralidades. São exemplos:
- O Palácio da Bolsa;
- O Mercado Ferreira Borges, representativo da arquitectura do ferro;
- A Alfândega Nova;
- Vários edifícios de bancos e companhias de seguros.

Salientam-se ainda outras transformações no núcleo histórico durante o século XIX:
- Perda progressiva da importância da atividade comercial, deslocada para o novo centro na Praça Nova e proximidades;
- Fixação das sedes de empresas, seguros e bancos, ligados à burguesia mercantil e financeira, que procuram instalar-se junto dos novos arruamentos de melhor acessibilidade (Rua Nova da Alfândega, Rua de Ferreira Borges, Rua de Mouzinho da Silveira);
- Redução da função habitacional devido à gradual transferência das famílias ricas para locais mais amplos e aprazíveis e consequente separação entre locais de trabalho e de residência;
- Sobre-ocupação habitacional, acelerada pelo crescente afluxo de gentes do campo atraídas pelo despontar da industrialização. Esta ocupação tanto se deu nos velhos prédios da zona antiga, abandonados pelas famílias de posses e transformados em "colmeias", como nas numerosas ilhas. Em qualquer destas situações, verificou-se uma acelerada degradação das condições higiénicas e de salubridade.

Em suma, o Porto do século XIX industrializou-se, manteve a tradicional e próspera actividade mercantil, afirmou-se como centro polarizador de toda a região norte do país, como entreposto atlântico e mostrou-se uma cidade moderna, aberta à vida social, política e cultural, plena de vitalidade com os seus teatros, tertúlias, cafés, feiras, livrarias, exposições internacionais, os seus passeios públicos e jardins românticos.
Em 1895, com o início da abertura da estrada da Circunvalação e a inclusão das últimas três freguesias, Aldoar, Nevogilde e Ramalde, ficou definido o atual território do Porto, cidade e concelho.

## Oséculo XXportuense

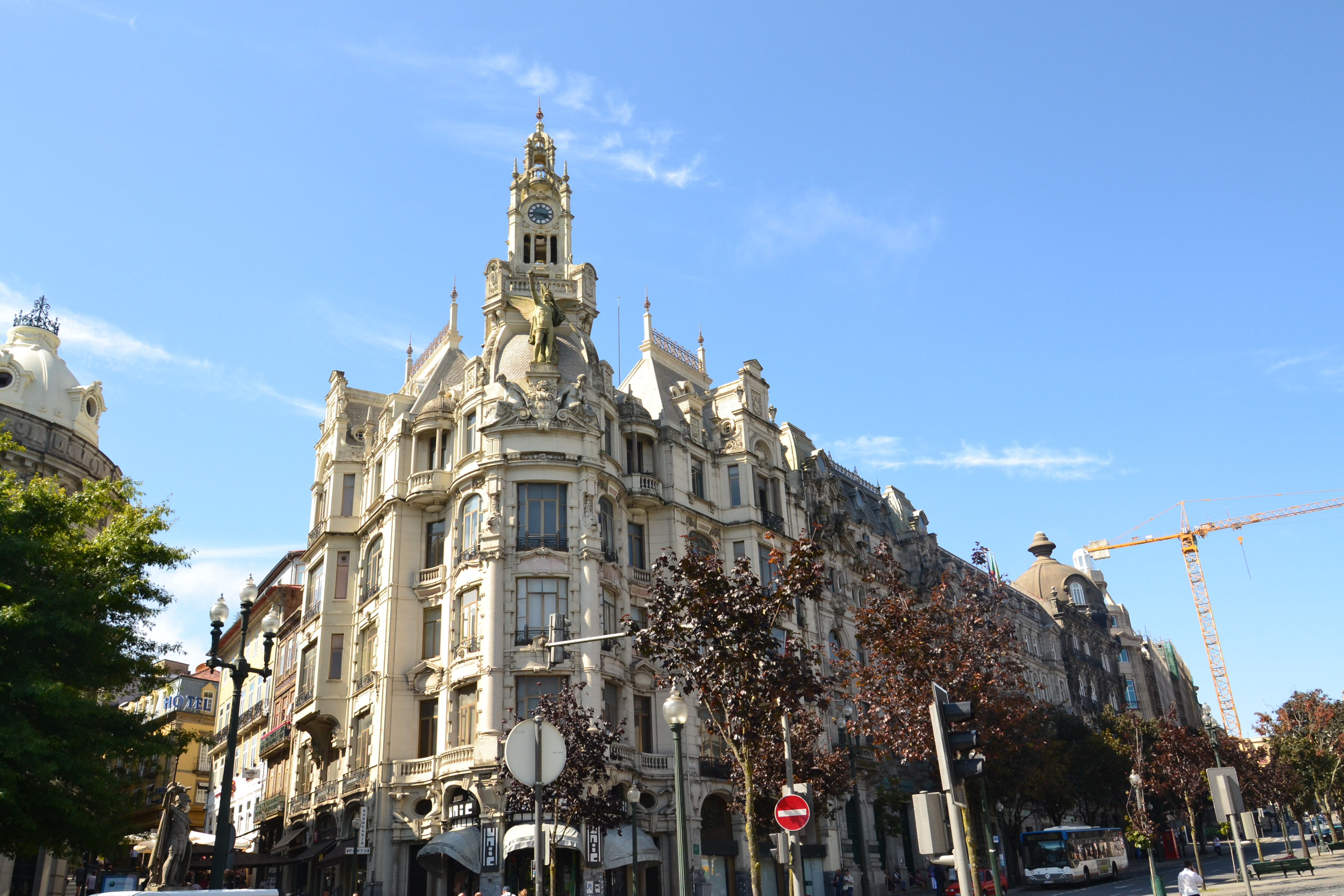
Avenida dos Aliados, aberta em 1916.

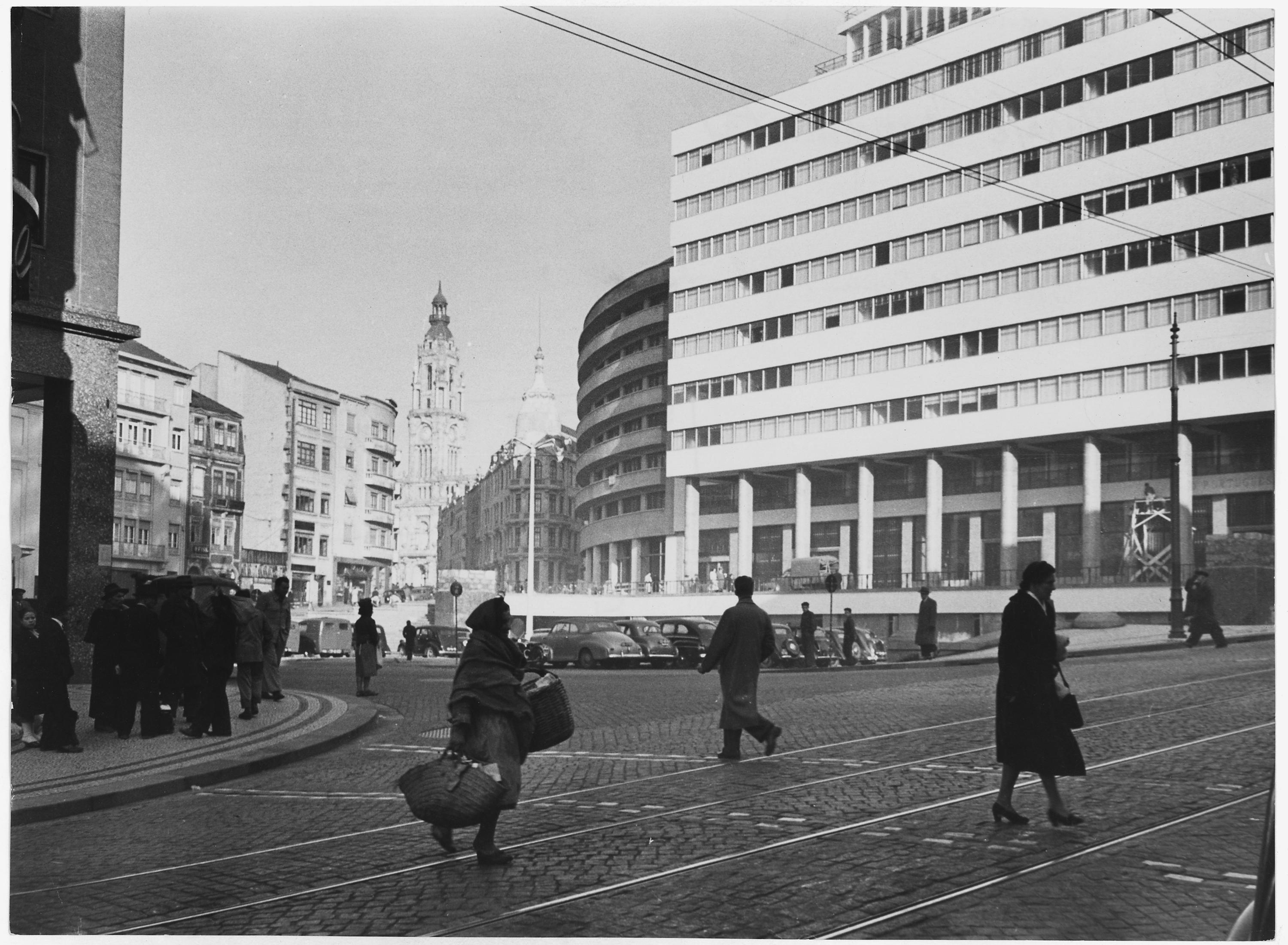
Edifício-sede do Banco Português do Atlântico.

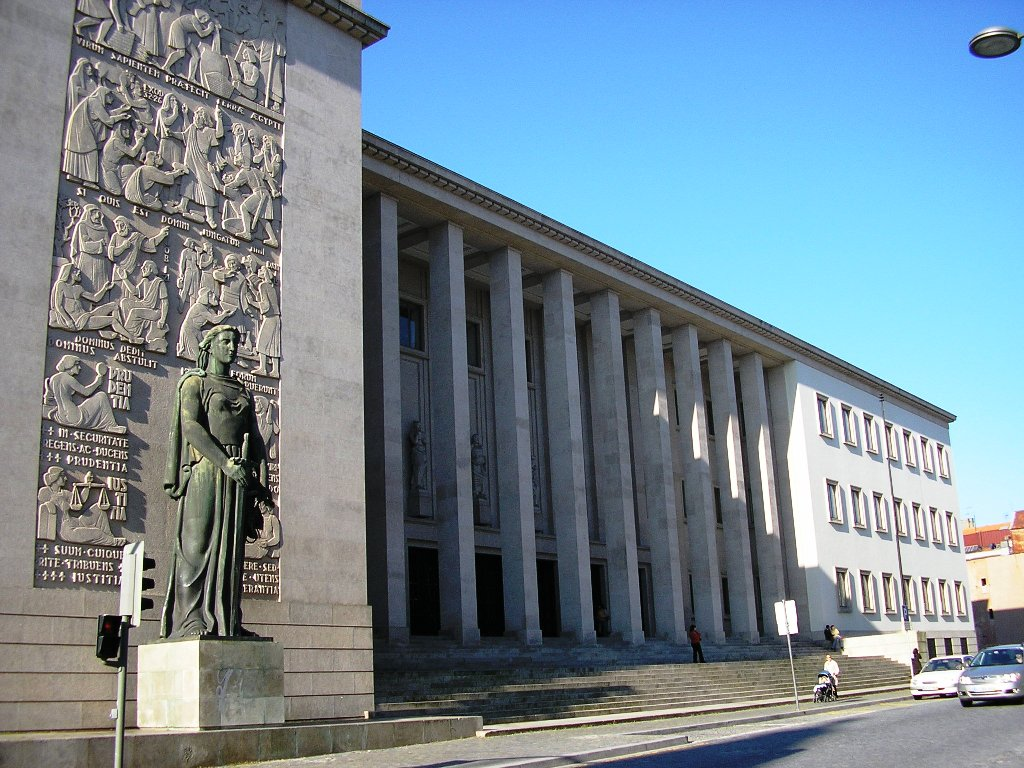
Palácio da Justiça, concluído em 1961.

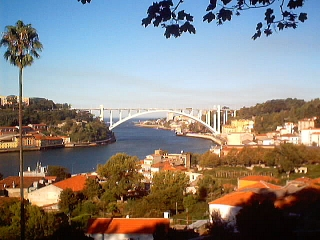
Ponte da Arrábida, aberta ao tráfego automóvel 1963.

A primeira metade do século XX portuense caracteriza-se por um acentuado crescimento demográfico acompanhado pelo alastrar de uma urbanização generalizada que progressivamente se foi subordinando às novas exigências do trânsito motorizado e às crescentes preocupações com o planeamento urbanístico concretizadas em numerosas e variadas propostas de planos. Ficaram mais conhecidos o "Plano Regulador" de Antão de Almeida Garrett (1952), o "Plano Director" de Robert Auzelle (1962) e, na última década do século, o "Plano Director Municipal" de 1993.
Nas primeiras décadas do século XX a implantação industrial e o êxodo dos campos continuaram a ser factores decisivos do crescimento da cidade. A conclusão da Avenida da Boavista por volta de 1915 (iniciada em meados do século XIX) — uma longa artéria de 5 km de extensão e 40 m de largura cortada pela ampla Rotunda da Boavista — representou uma nova direcção de expansão do crescimento da cidade para ocidente em direcção ao mar e aproximou-a do Porto de Leixões, inaugurado em 1895. Na Baixa, a abertura da Avenida dos Aliados, em 1916, implicou a demolição do edifício dos antigos Paços do Concelho e o desaparecimento do bairro do Laranjal e desencadeou a transferência da banca e das empresas seguradoras do antigo centro São Domingos-Rua do Infante para a zona da Praça Nova, que se tornou também pólo financeiro. Mais tarde, a partir de 1957, com a transferência da Câmara Municipal do Paço Episcopal, onde funcionava desde 1916, para o actual edifício, esta área passou a ser centro do poder local.
Na arquitectura do início do século XX salientam-se grandes edifícios dispersos pela Baixa, representativos da influência do estilo francês que inspirou os projectos do arquitecto Marques da Silva, formado na escola de Paris. São exemplos a Estação de São Bento, o quarteirão das Carmelitas, o Teatro de São João e várias fachadas de edifícios da Avenida dos Aliados. No pós-guerra o urbanismo sofreu a influência dos princípios decorrentes da "Carta de Atenas" publicada em 1941, cujas orientações apontavam para a divisão das cidades em espaços exclusivos para as quatro funções básicas — habitar, trabalhar, lazer, circular — e para uma tipologia de construção em que dominava o bloco de andares isolado com amplos espaços à volta. Esta concepção opunha-se ao conceito tradicional de cidade, onde as diferentes funções se misturavam e a rua, tal como a praça, representava o elemento básico organizador do espaço urbano.
Surgem novos e grandes equipamentos como a zona industrial de Ramalde, a Ponte da Arrábida (inaugurada em 1963), a via rápida de ligação a Leixões, o aeroporto de Pedras Rubras. Infraestruturas de circulação mais recentes como a Via de Cintura Interna - VCI, as novas pontes de São João (ferroviária - 1991) e do Freixo (rodoviária - 1995) vêm condicionar e determinar outras áreas de expansão da cidade do Porto e dos seus subúrbios.
A partir dos anos 1950 verificou-se a disseminação de bairros sociais pela periferia de feição rural, que ainda ocupava largas extensões do interior da cidade. Aparecem então bairros como os de Fernão de Magalhães, Pasteleira, Ramalde, Francos, e muitos outros surgirão depois. Estes novos tipos de urbanizações vêm instalar-se predominantemente nas freguesias até então de dominante rural como Campanhã, Paranhos, Lordelo do Ouro, Aldoar e Ramalde.
Na segunda metade do século XX a proliferação generalizada dos blocos de cimento armado alterou profundamente o perfil da cidade tradicional, até então dominada pela proeminência das torres sineiras e das construções de granito. Sobretudo após os anos 1960/70 as implantações dominantes são prédios em altura, muitas vezes numa escala desproporcionada em relação à envolvente. Também depois dos anos 1970 a acelerada evolução do sector terciário contribuiu para o aparecimento de novos centros como o da Rotunda da Boavista que atraiu sedes de empresas e bancos.
Nas últimas décadas do século XX acentuou-se na cidade do Porto, e nomeadamente no seu centro antigo, a perda de população, sobretudo da população jovem. As novas urbanizações invadiram os arrabaldes da cidade onde se formaram subúrbios que se estendem muito para além dos limites administrativos desta. A mancha urbana tornou-se polinucleada e a vaga de expansão, cada vez mais tentacular e periférica, deu origem a um crescimento anárquico que os planos não têm tido capacidade de disciplinar.
Condicionada aos limites do rio Douro, do oceano Atlântico e da estrada da Circunvalação, a cidade do Porto — cujo território, de uns meros 42 km², coincide exactamente com o do respectivo concelho —, passou a posicionar-se como cabeça de uma extensa e dinâmica Grande Área Metropolitana do Porto, com cerca de 1.760.000 habitantes, polarizadora de toda a Região Norte do país e com potencialidades de atracção e irradiação por todo o Noroeste Peninsular.

## Os primeiros anos do novo milénio

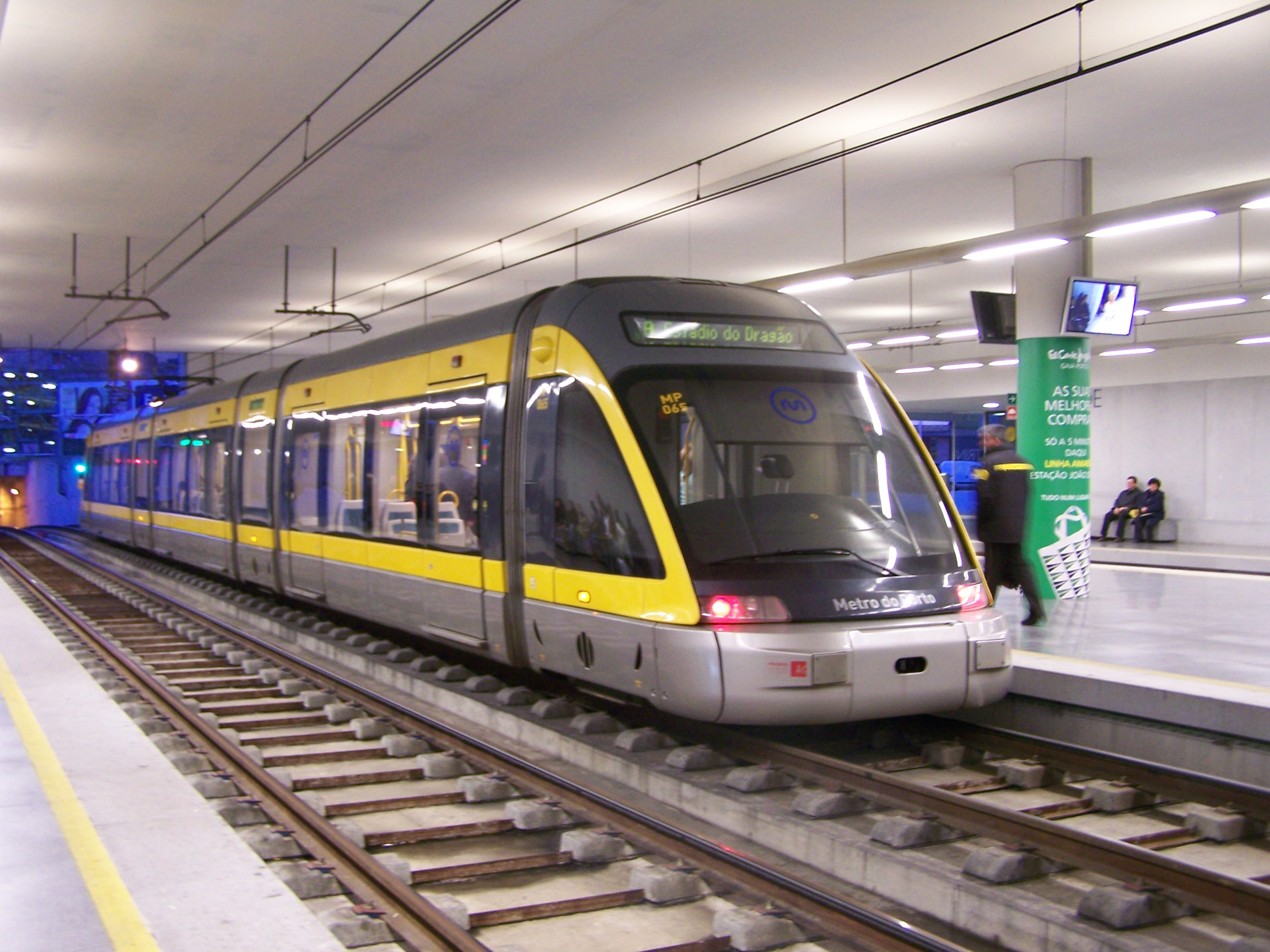
Metro do Porto.

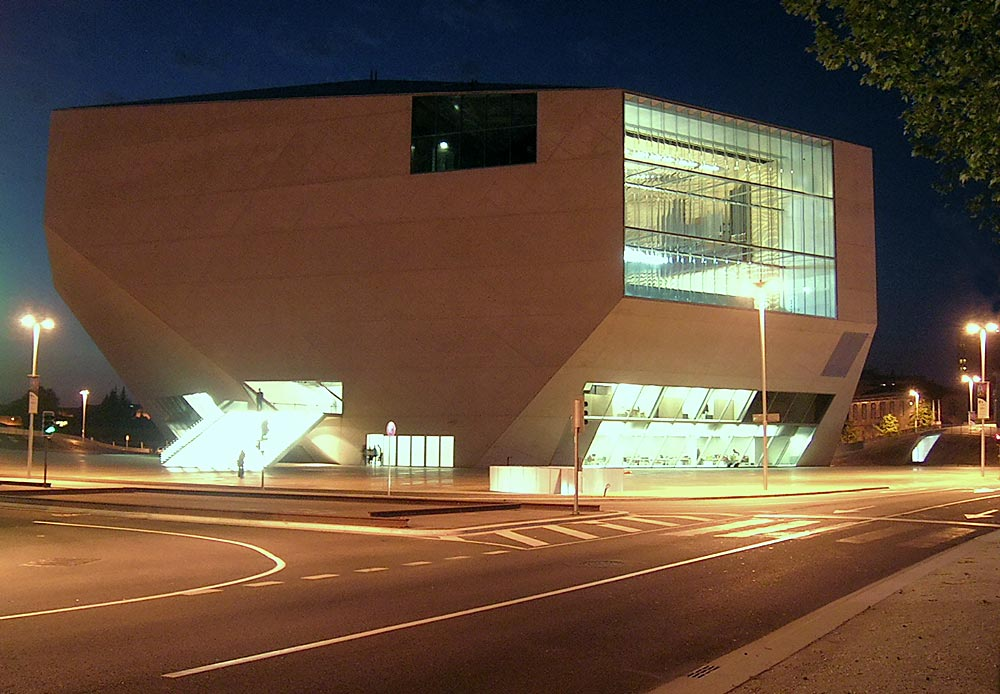
Casa da Música.

Os primeiros anos do novo século foram pródigos em grandes investimentos em obras públicas, nem sempre geridos da melhor forma e, quase sempre, envoltos em controvérsia.
Logo em 2001, o Porto, em conjunto com Roterdão, foi Capital Europeia da Cultura. O programa cultural gizado pela Porto 2001, a sociedade criada para gerir o evento, foi acompanhado por um forte investimento na recuperação do espaço público — Jardim da Cordoaria, Praça da Batalha, Praça de D. João I — e em novas construções — Edifício Transparente e Casa da Música. Algumas das intervenções não foram concluídas a tempo, outras sofreram grandes atrasos na sua execução e derrapagens orçamentais, e quase todas foram controversas.
Investimento estrutural para o Grande Porto foi o Metro do Porto, aberto em 2002 e que foi sendo aumentado nos anos subsequentes. Contou com a adesão imediata dos portuenses que o viram como uma infraestrutura da máxima importância, que só pecava por tardia. Igualmente válida parece ter sido a modernização e o alargamento do Aeroporto Francisco Sá Carneiro — responsável por um significativo aumento de turistas estrangeiros na cidade —, bem como a construção de uma miríade de vias rápidas e auto-estradas — nomeadamente a Via de Cintura Interna, só integralmente concluída em 2007 — que foram desencravando o trânsito do Grande Porto, propiciando a fixação das pessoas mais longe do seu local de trabalho, incentivando o uso do transporte individual e o fácil acesso aos shoppings que foram proliferando.
Integrado na organização do Campeonato Europeu de Futebol de 2004, em Portugal, a cidade recebeu vários encontros, nomeadamente o jogo inaugural. Para este evento foram efectuados grandes investimentos, nomeadamente a completa remodelação e ampliação do Estádio do Bessa e a construção do novo e sofisticado Estádio do Dragão, projeto da autoria de Manuel Salgado, que veio substituir o já ultrapassado Estádio das Antas. Nova celeuma em torno da pertinência destes investimentos e da alegada promiscuidade entre o poder autárquico e o mundo do futebol que acabou por propiciar a ascensão de Rui Rio à presidência do município.
A tendência de desertificação da Baixa, que já se fazia sentir nas últimas duas décadas do século XX, acentuou-se. À diminuição da população, seguiu-se o encerramento dos estabelecimentos comerciais e a decadência do edificado no centro da cidade. Em fins de 2004 foi criada a Porto Vivo - Sociedade de Reabilitação Urbana, com a espinhosa missão de inverter esta situação.
O Porto tem a ganhar protagonismo tendo sido eleito como melhor destino Europeu  em 2004. O Turismo tem aumentado constantemente e a sua zona história tem sido gradualmente reabilitada. Tem-se assumido como oposição ao Centralismo.